# Serbia
La Serbia (in serbo Србија?), ufficialmente Repubblica di Serbia (in serbo Република Србија?, Republika Srbija), è uno Stato dell'Europa sudorientale senza sbocco sul mare, compreso tra il bassopiano pannonico e la penisola balcanica.
Confina con l'Ungheria, la Romania, la Bulgaria, la Macedonia del Nord, il Montenegro, la Bosnia ed Erzegovina, de facto il Kosovo e la Croazia, conta circa 7 milioni di abitanti e la sua capitale è Belgrado.
La Repubblica di Serbia fu parte della Jugoslavia fino al 1992, successivamente ridotta alla sola unione statale di Serbia e Montenegro, ma, in seguito al referendum del 21 maggio 2006, il Montenegro ha votato per l'indipendenza, la federazione è stata sciolta e la Serbia (così come il Montenegro) è divenuta uno Stato sovrano.
Dal 2006 la Serbia è membro dell'Iniziativa Adriatico Ionica, che ha lo scopo di favorire il processo di integrazione dei paesi balcanici all'interno dell'Unione Europea.

## Storia

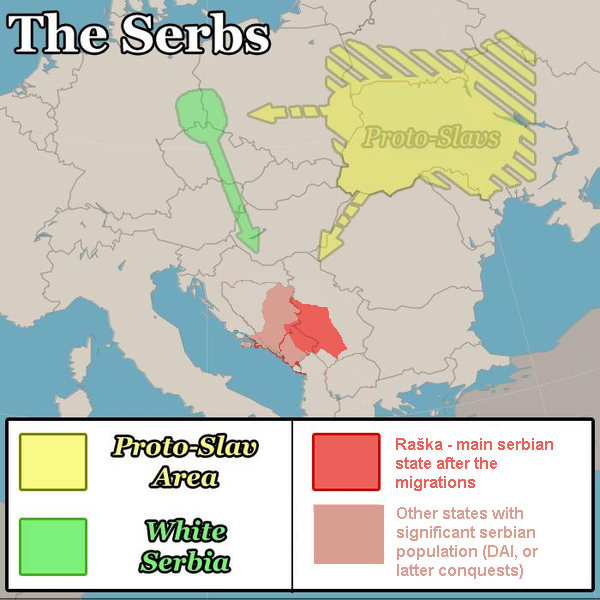
Migrazione dei serboi nel VII secolo secondo alcune interpretazioni del De administrando imperio: in giallo l'area di origine dei Serboi, in verde l'area di occupata dai Sorbs e i rosso l'area dove si stabilirono i Serbi.

L'etnogenesi dei Serbi moderni è iniziata a partire dai secoli VI e VII, in seguito alla discesa di popolazioni slave in territori che erano ormai solo nominalmente province bizantine. Le loro scorrerie furono favorite dalle continue guerre dell'imperatore Giustiniano, poi dalle guerre romano-persiane del 572-591, del 602-608 e dalla avanzata islamica in Africa e in Siria, che costrinsero l'impero bizantino a impegnare gran parte delle forze militari su più fronti.

### Medioevo

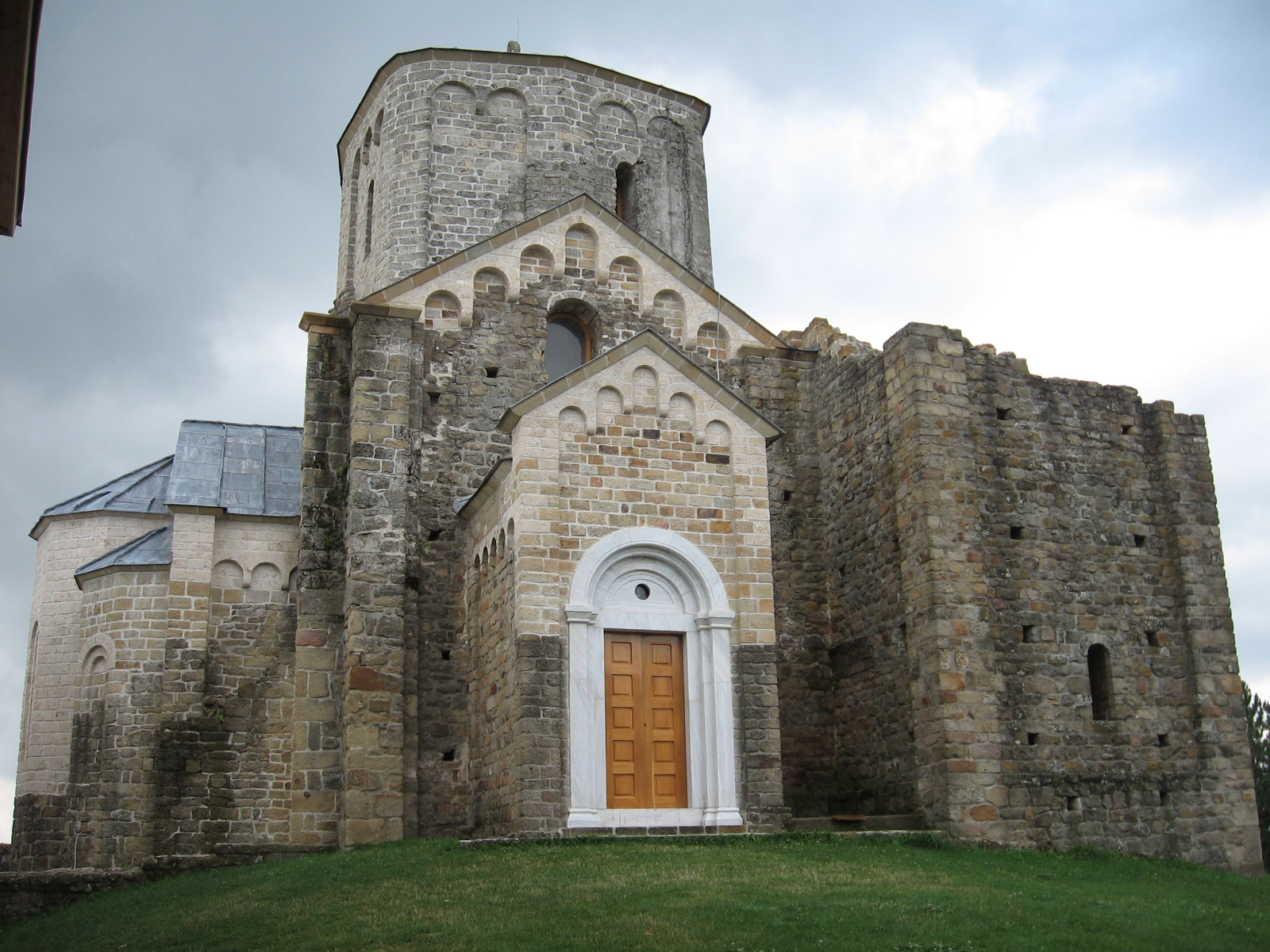
Monastero ortodosso di Đurđevi Stupovi, a 7 chilometri dalla città di Novi Pazar, nella Serbia centrale, chiaro esempio dello stile serbo-bizantino (Patrimonio dell'Umanità)

Il De administrando imperio riporta che popolazioni slave provenienti dalla Serbia bianca (corrispondente in massima parte all'attuale alta Lusazia), dopo aver aiutato l'imperatore Eraclio I a respingere gli Avari attorno al 629, ottennero l'autorizzazione formale a insediarsi nella Tessaglia, per poi migrare più a nord. Lo stesso imperatore costituì alcuni principati, tra cui il principato di Zeta, quali stati-cuscinetto da contrapporre alle ulteriori scorrerie degli Avari in territorio bizantino.
Altro importante centro di aggregazione fu la fortezza di Ras, in latino Arsa, da cui deriva il nome di Raška, un'organizzazione statale che, nelle fonti occidentali del XII secolo era un esonimo per Serbia.
Nel 1170, Stefan Nemanja, grande zupano (veliki župan) di Raška, che aveva preso il potere nel 1166 dopo la battaglia di Zvečan detronizzando ed esiliando i fratelli rivali, riuscì ad estendere il suo dominio su tutte le tribù serbe e sulla regione di Zeta (l'attuale Montenegro). All'epoca del passaggio della terza crociata, capeggiata da Federico Barbarossa, Stefano Nemanja tentò di assicurarsi l'appoggio dei crociati; si incontrò perfino con il Barbarossa a Niš, nel 1189, e poi di nuovo l'anno seguente, ottenendo così dall'imperatore di Bisanzio, Isacco II Angelo, il riconoscimento dell'indipendenza della Serbia.
Dopo aver abdicato a favore del suo secondo figlio Stefano II detto Prvovenčani (1196-1227) ed avergli ceduto la corona di principe di Rascia (al primogenito Vukan II era stato affidato invece il Principato di Zeta), Stefano Nemanja si ritirò inizialmente nel monastero di Studenica e in seguito in quello di Vatopedi sul monte Athos, dove si trovava già un altro dei suoi figli, Rastko, il figlio minore, più noto con il nome di Sava. Stefan I riuscì, con difficoltà, a conservare l'indipendenza della Serbia, sia nei confronti dell'Impero latino di Costantinopoli, formatosi dopo la quarta crociata, sia dall'Impero bizantino, ricostituito a Nicea.
Stefano II si alleò con Roma e la Repubblica di Venezia, sposando Anna Dandolo, nipote del doge Enrico Dandolo. Gli emissari di papa Onorio III incoronarono Stefano II re di Serbia in nome del pontefice con l'auspicio di riunire la Chiesa serba con quella latina. Nel 1219 Stefano II fu incoronato nuovamente anche da suo fratello Sava, riconosciuto come metropolita della Chiesa serba diventata indipendente. Stefano I fu il vero fondatore della monarchia serba a vantaggio della dinastia dei Nemanjić. Alla sua morte, nel 1228, la Serbia completò la propria riorganizzazione attorno alla Raška, che divenne il centro di maggiore importanza durante il regno dei figli di Stefano II: Radoslav (1227-1233), Vladislav (1233-1243) e Uroš I (1243-1276). La dinastia dei Nemanjić era riuscita a tenere la Serbia distante dalle crisi che all'epoca devastavano i Balcani e a mantenere il Principato indipendente.
Durante il regno di Stefano VI Uroš II (1282-1321) e di Stefano VII Uroš III (1321-1331), la Serbia estese il suo potere in Macedonia e in Bulgaria, ma fu con Stefan IX Uroš IV Dušan (1331-1355) che essa conobbe il suo apogeo e la massima fioritura della sua civiltà. Stefano IX Uroš IV Dušan regnava all'epoca su un "impero" che comprendeva la Rascia, la Zeta, la Macedonia, l'Albania e la Tessaglia, per giungere infine al golfo di Corinto.
Fu allora che la Serbia si rese definitivamente indipendente dalla tutela del patriarca di Costantinopoli e, nel 1346, l'arcivescovo di Peć fu elevato al rango di "patriarca di tutti i serbi". Da quel momento fino ad oggi il patriarca di Peć sarà eletto da soli vescovi serbi.
D'altronde fu proprio questo patriarca ad incoronare nello stesso anno, a Üskub (Skopje), Stefano IX Uroš IV Dušan col titolo di "Imperatore dei Serbi e dei Greci". La tradizione ha fatto di Stefano Dušan il "Carlo Magno della Serbia".

### La dominazione ottomana

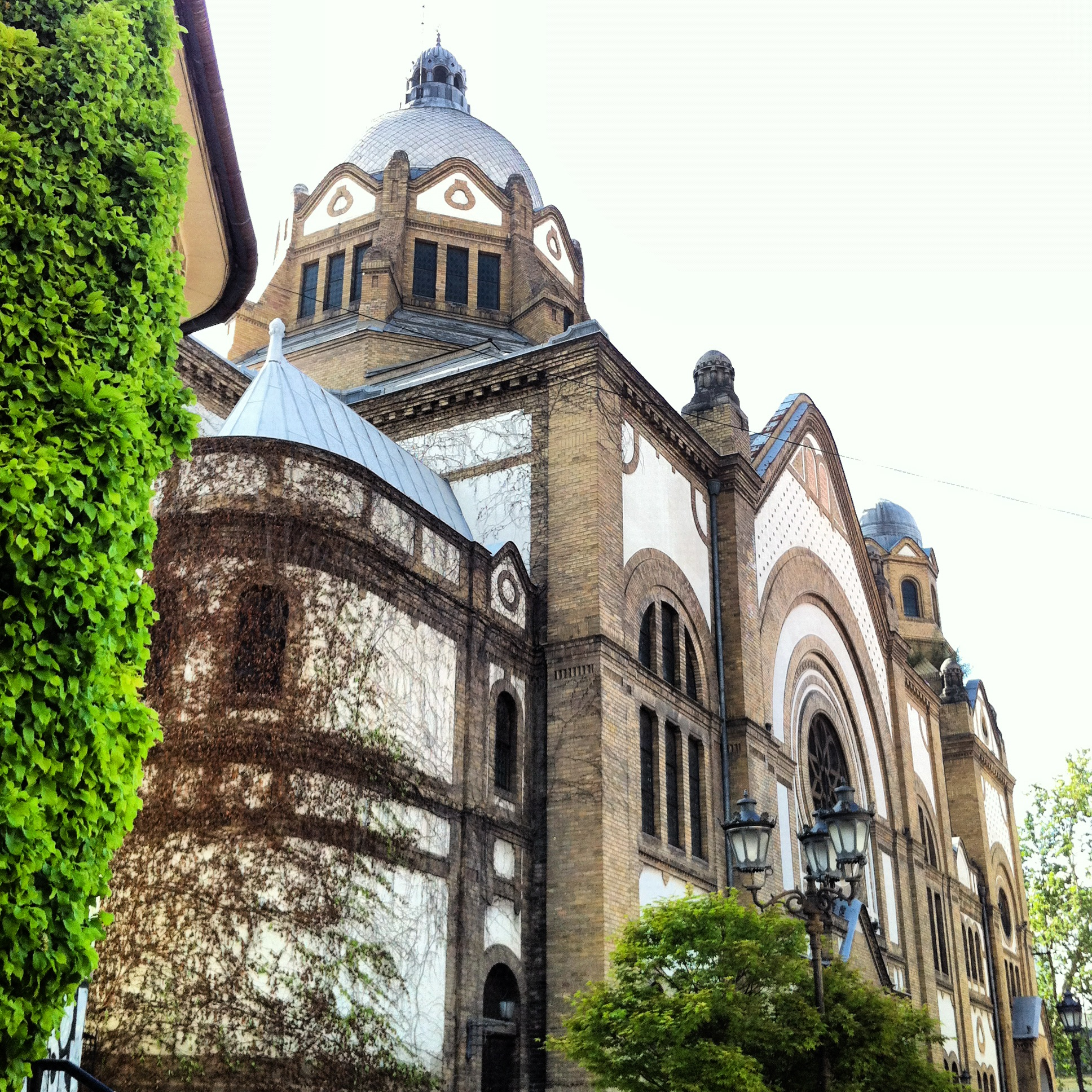
Sinagoga di Novi Sad

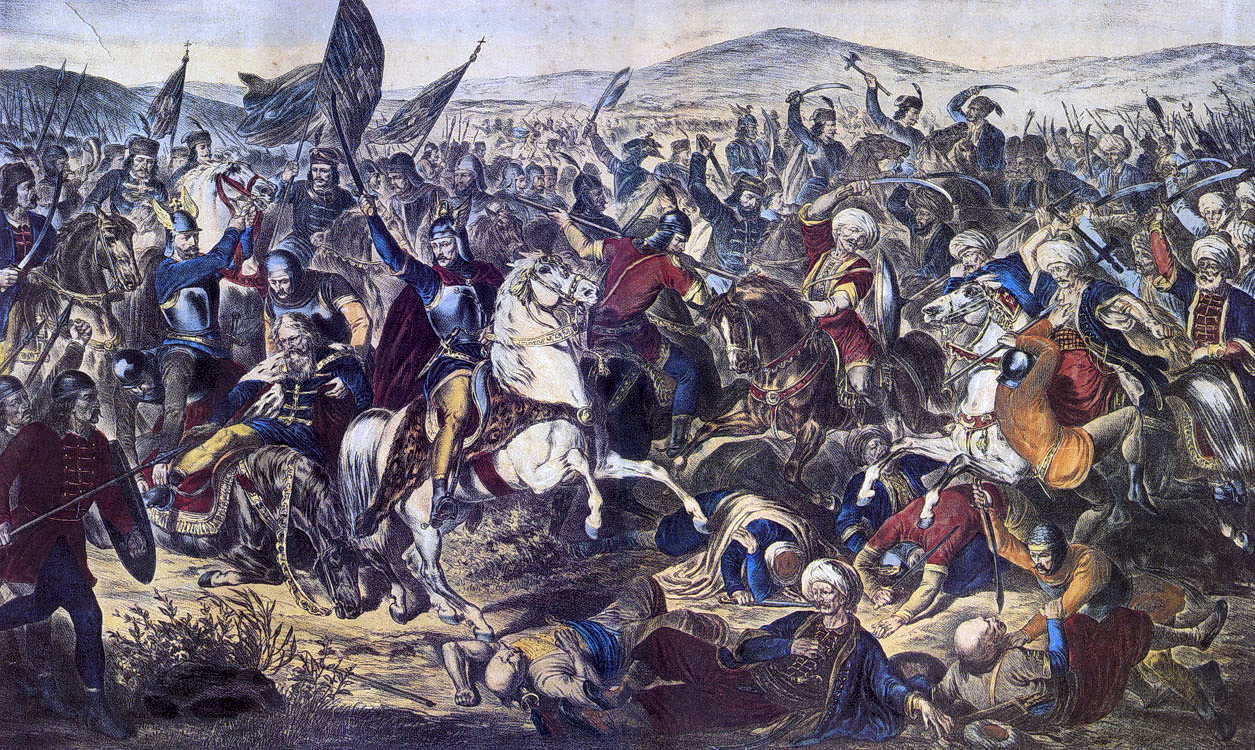
Battaglia della Piana dei Merli

Con la sconfitta avvenuta il 15 giugno 1389, quando il principe ottomano Murad I sbaragliò l'esercito cristiano guidato dal principe serbo Stefan Lazar Hrebeljanović chiamato anche Knez Lazar, nella storica battaglia della Piana dei Merli (odierna Kosovo Poǉe), e i successivi scontri nel nord del paese, per la Serbia iniziò un lungo periodo di dominazione ottomana (1459-1804). Le terre dei serbi diventarono proprietà del sultano che le trasformò in feudi militari ereditari o attribuiti a vita a funzionari turchi.
Come era avvenuto già in Bulgaria e in Albania, i contadini serbi diventarono fittavoli (chi affitta terreni coltivabili) degli occupanti turchi e tutte le famiglie serbe dovettero rifornire periodicamente l'esercito di reclute per il corpo dei Giannizzeri. Nel 1557 le relazioni tra i Serbi e gli ottomani migliorarono, soprattutto dopo che il Gran Visir di origine serba Mehmed-paša Sokolović (Sokollu Mehmed Pascià) ristabilì il Patriarcato serbo nella sua sede originaria a monastero patriarcale di Peć, permettendo di includere tutti i serbi dell'Impero. La Chiesa ortodossa serba diventò a quel punto l'anima della resistenza e unica custode delle tradizioni statali, della lingua e della cultura serba. Venne avviata anche la ricostruzione di alcuni monasteri. Tuttavia i buoni rapporti non durarono a lungo; dopo il fallimento della rivolta serba del 1688-1690, migliaia di serbi guidati dal Patriarca di Peć Arsenije III dovettero rifugiarsi in Ungheria, dove il re Leopoldo I concesse loro terre e privilegi: questa fu l'origine della presenza di popolazione serba nelle provincie meridionali dell'Ungheria. Per rappresaglia, i turchi soppressero il Patriarcato di Peć e il clero serbo rimasto in patria venne annesso alla chiesa ortodossa greca.
La Serbia, con l'inizio del XIX secolo, sostenuta anche dall'Impero russo, cercò di aumentare la sua autonomia rispetto all'Impero ottomano strutturandosi nel semi-indipendente Principato di Serbia (1815) che si caratterizzò con una lotta interna fra le due dinastie più potenti del Paese, gli Obrenović e i Karađorđević.
Il risorgimento dei serbi di Serbia non fu solamente politico, ma anche intellettuale.
L'insegnamento compì sensibili progressi: nel 1835, secondo i dati dell'epoca, vi erano in Serbia 60 scuole elementari e nessun istituto superiore; nel 1859, il numero delle scuole elementari era arrivato a 352, di cui 15 riservate alle ragazze, alle quali bisogna aggiungere l'istituto di istruzione superiore di Belgrado, aperto nel 1855.
Tuttavia i serbi di Serbia erano nettamente in ritardo in questo campo rispetto a coloro che vivevano nell'Impero asburgico.

### Dall'indipendenza alla guerra mondiale

Pietro I Karađorđević

Nel 1878 il congresso di Berlino riconobbe l'indipendenza della Serbia e del vicino Montenegro. All'indomani del congresso di Berlino, in cui venne ufficialmente riconosciuta come Stato sovrano, la Serbia rimaneva un piccolo paese con poco più di 50000 km quadrati, con strutture arcaiche e una popolazione di poco inferiore ai 2 milioni di abitanti. Senza accesso al mare, priva di ferrovie, la Serbia era costituita da un'immensa società contadina di piccoli e medi proprietari, le cui attività principali consistevano nella coltivazione dei cereali, nell'arboricoltura e nell'allevamento di maiali. Le poche industrie manifatturiere erano specializzate nella trasformazione di prodotti agricoli. La sola città importante all'epoca era Belgrado, la capitale, con circa 30000 abitanti.
I due Stati parteciparono alle guerre balcaniche (1912-1913) contro Turchia prima e Bulgaria poi, uscendone rafforzati e ampliati territorialmente. Il progetto di una possibile unificazione dei due Regni fu bloccato però dall'Austria-Ungheria. Le relazioni tra il Regno di Serbia e la Duplice Monarchia andarono peggiorando, il governo serbo in particolare fece una propaganda fortemente anti austriaca, per cercare di minare gli equilibri che tenevano assieme uno stato così multietnico come l'Austria-Ungheria e per cercare di affermarsi come il principale stato che potesse fornire agli sloveni e croati della monarchia asburgica l'indipendenza; per fare ciò la Serbia era disposta anche a trascinare l'Impero Austro Ungarico in una guerra distruttiva. Nel 1914 l'erede al trono asburgico visitò la città di Sarajevo proprio nel giorno di Vidovdan, una delle ricorrenze più sentite dal popolo serbo. Francesco Ferdinando sosteneva l'idea della trasformazione dell'impero, da duplice a triplice monarchia, comprendente dunque un terzo stato formato dai territori slavi della monarchia asburgica, cosa che avrebbe minacciato le idee espansionistiche serbe. Il 28 giugno del 1914 un giovane serbo-bosniaco di nome Gavrilo Princip, sospettato di appartenere alle schiere dell'organizzazione chiamata Crna ruka ("mano nera"), assassinò l'arciduca Francesco Ferdinando a Sarajevo.
L'Austria-Ungheria decise di sfruttare l'occasione per muovere guerra alla Serbia, dopo aver spedito al governo serbo una lista di 'condizioni', tra le quali la possibilità per i militari austro-ungarici di circolare in territorio serbo senza dover rendere conto alle autorità serbe. Il Regno di Serbia, che pure aveva accettato le altre condizioni, si rifiutò categoricamente di accettare quest'ultima e ciò rese inevitabile che il conflitto localizzato diede inizio alla prima guerra mondiale dopo che Russia, Francia e Gran Bretagna si schierarono con la Serbia.

### La prima Jugoslavia
Circondati dalle truppe nemiche austro-ungariche tedesche e bulgare, che avevano avviato l’offensiva nell’agosto del 1915, l'esercito serbo fu costretto a fuggire dal suo territorio e a cercare la salvezza, raggiungendo la costa albanese che era presidiata dalle navi italiane. 
l'Italia era infatti alleata della Serbia. 
Durante la fuga morirono molti uomini per il freddo e per le epidemie (tifo e colera si svilupparono rapidamente). A Durazzo giunsero centomila uomini, soldati e profughi civili, mentre altri cinquantamila arrivarono a San Giovanni di Medua. Con loro anche dei prigionieri austriaci, che erano stati catturati nei precedenti combattimenti (trasferiti poi all’Asinara, in Sardegna). 
Gli italiani avevano creato campi di assistenza sul territorio albanese, uno a Valona e l’altro a Durazzo, con ospedali, alloggi e magazzini, prima di avviare le numerose operazioni di trasbordo dei profughi con unità navali mercantili, scortate da navi militari, che facevano la spola tra la costa orientale e occidentale del mare Adriatico, utilizzando il porto di Brindisi come base logistica e stazione sanitaria marittima. Una buona parte dello sconfitto esercito serbo e lo stato maggiore al completo trovarono quindi rifugio a Brindisi, nel 1916.
Dopo la conclusione della prima guerra mondiale, la Serbia, che era stata impegnata in guerra dalla fine del luglio 1914 e aveva subito molte perdite umane, paragonabili a quelli delle potenze occidentali, uscì ingrandita nei territori, grazie all'acquisizione della Vojvodina. 
In seguito alla Conferenza di pace di Parigi del 1919 diventò parte del Regno dei Serbi, Croati e Sloveni che, dal 1929, divenne Regno di Jugoslavia sotto la dinastia dei Karađorđević.

### La Serbia nella seconda guerra mondiale
Durante la seconda guerra mondiale, a seguito dello smembramento del Regno di Jugoslavia, la Serbia divenne uno Stato fantoccio della Germania nazista, affidato da Hitler al generale Milan Nedić, lo stesso che nel 1918 fece firmare la resa agli Imperi Centrali, in modo simile al generale Pétain in Francia, ed al nazista serbo Dimitrije Ljotić. Il Governo filonazista di Nedić collaborò pienamente con la Germania sino alla liberazione congiunta della capitale da parte dell'Armata Rossa e dei partigiani jugoslavi nell'ottobre 1944.
Il maresciallo Tito, che era a capo del movimento comunista della Resistenza jugoslava, dopo un periodo trascorso all'isola di Lissa, dove risiedeva sotto protezione inglese, si trasferì a Belgrado, dove, per rendersi accettabile alla città ostile al comunismo, concedette ampie amnistie ai collaborazionisti, integrando molti di loro nell'Armata Popolare di Liberazione, e perseguitò aspramente gli oppositori fino a costringerli alla resa. Alla famiglia reale dei Karađorđević venne inoltre impedito di rientrare in Jugoslavia.

### La Serbia nella Jugoslavia socialista di Tito

Bandiera della Repubblica Socialista di Serbia.

Dopo la seconda guerra mondiale la Serbia divenne una delle sei Repubbliche della Jugoslavia (1945-1991) insieme a Bosnia-Erzegovina, Croazia, Montenegro, Macedonia e Slovenia. Nei due decenni successivi al secondo conflitto mondiale la Jugoslavia fu ricostruita e il tenore di vita dei cittadini jugoslavi aumentò considerevolmente.

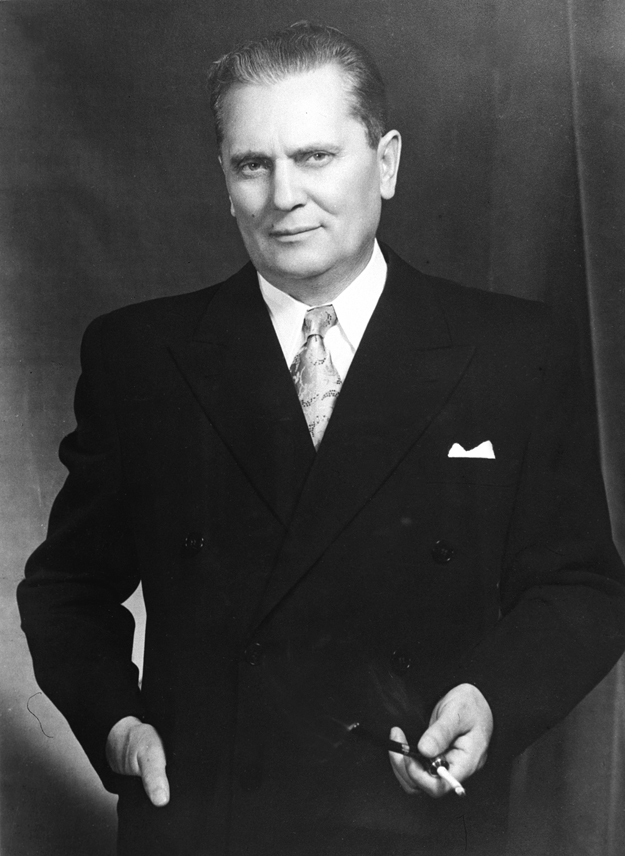
Tito, presidente jugoslavo dal 1953 al 1980

La nuova via dei comunisti jugoslavi venne chiamata autogestione (самоуправљање / samoupravljanje) con i lavoratori che controllavano le fabbriche e la produzione. De facto però ogni aspetto della vita politica, sociale ed economica era regolato dal potente partito comunista jugoslavo, l'autogestione era solo simbolica e l'economia gestita a livello centrale, un metodo che sarebbe fallito. La questione nazionale venne considerata risolta per sempre con il federalismo e con il dogma Братство и једниство / Bratstvo i jedinstvo (Fratellanza e Unità). Un altro esperimento tipicamente jugoslavo fu la politica estera indipendente, in collaborazione con i paesi del Terzo Mondo attraverso il Movimento dei non allineati. La Jugoslavia infatti non ha mai fatto parte della NATO o del Patto di Varsavia. Con la costituzione del 1974 in Jugoslavia venne creato uno dei sistemi burocratici più complessi mai visti. Le sei repubbliche divennero stati quasi indipendenti e l'unità del paese si reggeva ormai solo sul Partito Comunista, sull'esercito e sulla figura di Tito. 
Non molto tempo dopo la morte del maresciallo, avvenuta il 4 maggio 1980, i nazionalismi e i particolarismi etnici e religiosi si risvegliarono, acuiti dalla crisi economica che aveva colpito il paese. In Serbia ciò avvenne con l'ascesa al potere di Slobodan Milošević, in Croazia con la fondazione dell'Unione Democratica Croata di Franjo Tuđman e l'aria di secessione invase ben presto il territorio jugoslavo.

### La dissoluzione della Jugoslavia

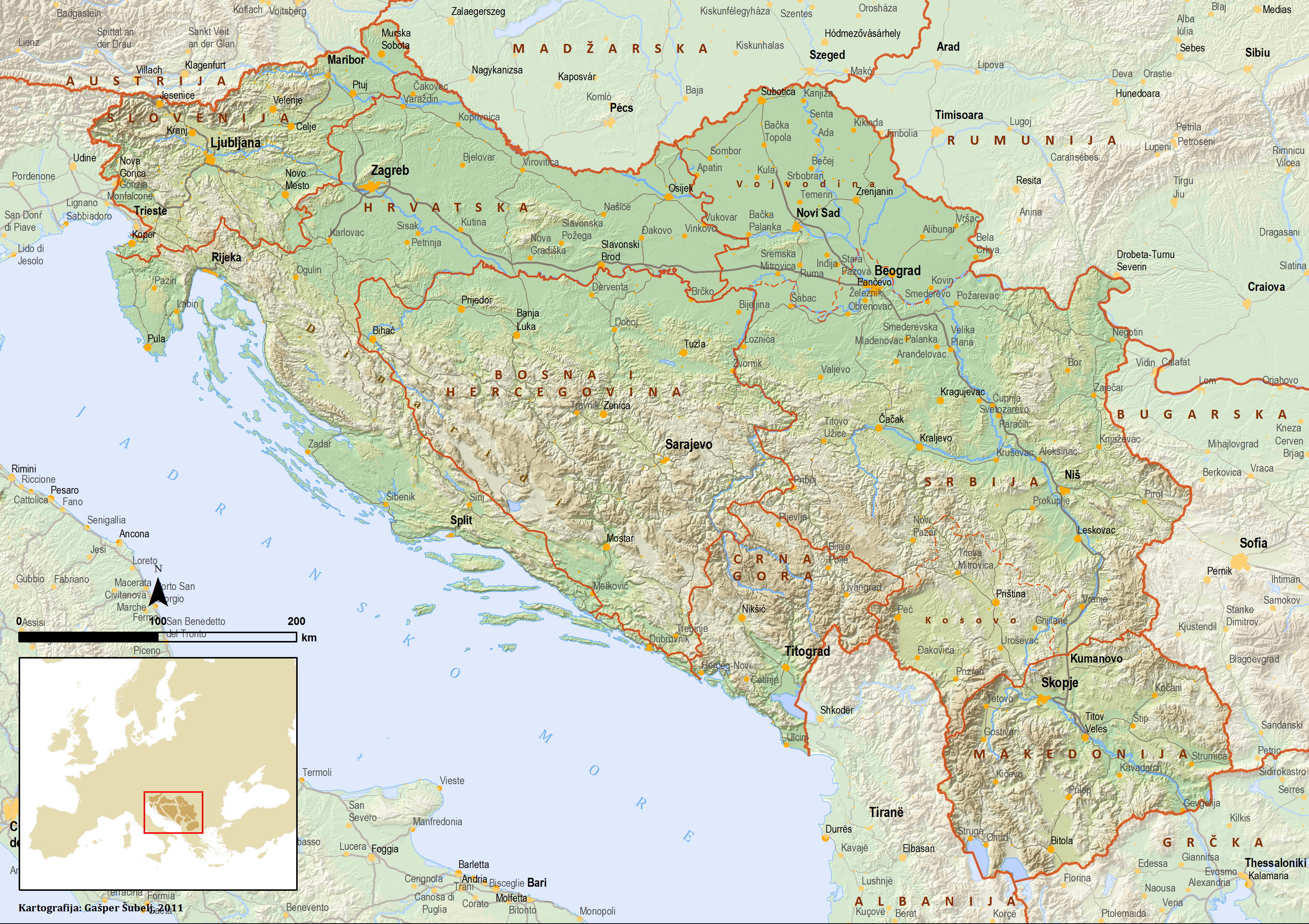
La Repubblica Federale Socialista di Jugoslavia.

La struttura statale della Jugoslavia si bloccò definitivamente agli inizi degli anni '90, con l'ennesima crisi nella provincia del Kosovo, a maggioranza albanese, che chiedeva apertamente la definitiva indipendenza dalla Serbia. Di questo clima di tensione si servì abilmente Slobodan Milošević che riuscì ad apparire come l'unico in grado di riportare finalmente l'ordine in Serbia. Slobodan Milošević poté contare fin da subito sull'appoggio di diversi seguaci di peso e nel 1987 assunse il completo controllo del Partito Comunista Serbo e, indirettamente, della Serbia stessa. Negli anni seguenti si servì costantemente della retorica populista e nazionalista e del potere derivatogli dal suo partito per togliere di mezzo le dirigenze delle due regioni autonome, specialmente del Kosovo, nonché per tutelare le minoranze di etnia serba presenti in Bosnia e soprattutto in Croazia, portando ad un rapido deterioramento dei rapporti con le altre repubbliche della federazione jugoslava.
Il nazionalismo imperante sfociò in conflitti secessionisti e in guerre civili che coinvolsero diversi territori appartenenti alla Repubblica Socialista Federale della Jugoslavia tra il 1991 e il 1995, causandone la dissoluzione.
Nel 1990 dopo un referendum costituzionale la Serbia aveva assunto la denominazione di Repubblica di Serbia (Република Србија - Republika Srbija) che mantenne anche nel 1992, quando, in seguito alla ormai definitiva disgregazione della Jugoslavia di Tito e allo scoppio delle guerre jugoslave, insieme al Montenegro diede vita a un nuovo stato federale che prese il nome di Repubblica Federale di Jugoslavia (1992-2003).
Al termine di un decennio di conflitti inter-etnici, Slobodan Milošević fu accusato di crimini contro l'umanità per le operazioni di pulizia etnica dell'esercito jugoslavo contro i musulmani in Croazia, Bosnia ed Erzegovina e Kosovo ma il processo a suo carico presso il Tribunale penale internazionale per l'ex-Jugoslavia (Tpi) si estinse nel 2006 per sopraggiunta morte prima che venisse emessa la sentenza.

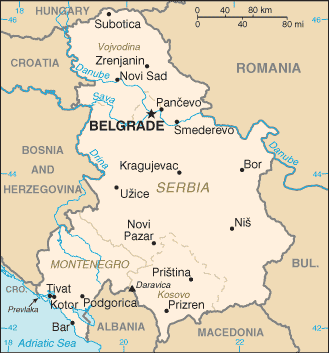
Il territorio della Repubblica Federale di Jugoslavia (1992-2003) prima e dell'Unione Statale di Serbia e Montenegro (2003-2006) poi; è evidenziata la regione secessionista del Kosovo

Quanto alla federazione, dal 2003 avrebbe preso il nome di Unione Statale di Serbia e Montenegro dopo che nel 2002 il governo federale della SRJ ebbe approvato una ristrutturazione della federazione nel tentativo di scongiurare l'indipendenza del Montenegro.
Nel 1999 la provincia autonoma del Kosovo venne posta sotto il protettorato internazionale UNMIK e NATO con la risoluzione del Consiglio di sicurezza delle Nazioni Unite numero 1244 del 1999, che prevedeva l'elezione di un parlamento locale; falliti i negoziati che avrebbero dovuto definirne lo status, il parlamento del protettorato ha approvato la dichiarazione d'indipendenza del Kosovo il 17 febbraio 2008. Al 29 dicembre 2020 il Kosovo è riconosciuto come Stato da 97 dei 193 Paesi membri dell'ONU (tra cui 23 dell'Unione europea). Sebbene sia iniziato un processo di normalizzazione dei rapporti tra Belgrado e Pristina, sostenuto da Bruxelles e indispensabile per l'adesione all'UE della Serbia, quest'ultima non riconosce il Kosovo come stato sovrano.

### Ricostituzione come Stato indipendente
La ristrutturazione della federazione in una Unione serbo-montenegrina non diede i risultati sperati. Nel 2006 il governo montenegrino decise di indire un referendum per l'indipendenza a seguito del quale la federazione venne sciolta consensualmente.
La Repubblica di Serbia pertanto si ricostituì di nuovo come stato sovrano e indipendente, dopo aver provato per quasi un secolo esperimenti di federazione e confederazione con gli altri popoli della penisola balcanica.
Il 5 giugno 2006, il Parlamento serbo ha ratificato l'indipendenza, segnando la ricostituzione della Serbia come stato sovrano, similmente a com'era prima del 1918. 
Mentre la controversia sul Kossovo rimane una questione delicata nelle relazioni internazionali e nella politica interna, la Serbia ha intrapreso un percorso verso l'integrazione nell'Unione Europea. Nel 2008, ha firmato l'Accordo di Stabilizzazione e Associazione con l'UE, un passo fondamentale verso l'adesione. Nonostante le sfide, inclusa la necessità di cooperare con il Tribunale penale internazionale per l'ex-Jugoslavia, la Serbia ha ottenuto lo status di paese candidato all'UE nel marzo 2012. I negoziati di adesione sono stati ufficialmente avviati il 14 dicembre 2015, con diversi capitoli aperti e in corso di discussione. 
Durante questo periodo, la scena politica serba ha visto figure di rilievo come Aleksandar Vučić, che ha ricoperto il ruolo di Primo Ministro dal 2014 al 2017 e successivamente è stato eletto Presidente della Repubblica nel 2017. La sua leadership ha influenzato significativamente le politiche interne ed estere della Serbia, inclusi i rapporti con l'Unione Europea e altri partner internazionali, ma è stata anche oggetto di contestazioni di piazza.
Nel marzo 2025, in seguito al crollo di una tettoia della stazione ferroviaria di Novi Sad e la morte di 15 persone, circa 100 mila persone hanno manifestato a Belgrado contro la presidenza di Vučić, accusando il governo di corruzione e autoritarismo.

## Geografia

### Morfologia
Il paesaggio della Serbia settentrionale è costituito da una vasta pianura alluvionale che si estende fino a raggiungere il Bassopiano pannonico, del quale la Serbia comprende la porzione meridionale, la Vojvodina. La zona è attraversata da alcuni affluenti del Danubio e vi si trovano poche modeste aree di rilievi come ad esempio la catena collinare di Fruška Gora (539 m s.l.m.). Il confine tra la regione della Vojvodina e la Serbia centrale è costituito dai fiumi Sava e Danubio. Il resto dei bassopiani coincide prevalentemente con le valli fluviali come la Zapadna Morava e la Nišava. A sud di Belgrado inizia la Serbia centrale, nota anche come Šumadija. Tutte le catene montuose della Serbia e dei Balcani si trovano a sud dei fiumi Sava e Danubio. Le Alpi Dinariche e la catena montuosa Šar-Pind si trovano a occidente, mentre i Carpazi, i Balcani e i Rodopi sorgono a est.
La Serbia occidentale è ricca di paesaggi variegati per forme e colori: dalla fertile piana della Mačva al basso monte Cer, fino alle prime montagne di Povlen e Maljen dove nascono le alture di Tara, Zlatibor e Zlatar. Il corso tortuoso della Drina in questo punto delimita il confine territoriale tra la Repubblica di Serbia e la Bosnia-Erzegovina.
La Serbia centrale è invece dominata da colline e da qualche rilievo di altitudine compresa fra i 1000 e i 1500 m s.l.m.
Verso sud il territorio diventa montuoso, il massiccio più importante è quello di Kopaonik, situato nel centro-sud della Serbia, nella zona fra Kraljevo, Kruševac e Novi Pazar. È un'area inclusa in un parco nazionale, famoso anche per un'importante stazione sciistica.
La Serbia orientale è una delle aree meno visitate della Serbia. Il paesaggio è caratterizzato da una varietà di montagne che costituiscono l'estremità meridionale dei Carpazi. A ponente si trovano le pianure della Morava e la fertile piana di Stig, al cui centro si trova la città di Požarevac, la città più grande e più ricca della Serbia orientale. Qui si trova anche la valle del Timok, famosa per i suoi vigneti e il clima mite. Non mancano i paesaggi naturalistici, il principale è costituito dal fiume Danubio con la gola delle Porte di Ferro.

### Idrografia

La fortezza di Golubac, all'interno del Parco nazionale Đerdap

I laghi della Serbia sono per lo più di origine artificiale, i laghi naturali sono pochi e relativamente piccoli, tra di essi vi sono il Palić (5 km²) e il Lago Ludaš nella Serbia settentrionale presso Subotica.

Il principale lago artificiale è il Lago Ðerdap (253 km²) al confine con la Romania.
Altri bacini artificiali sono il Lago Vlasina nella parte sudorientale del paese, il Lago Gazivode sul Fiume Ibar (sud-ovest), sul Fiume Drina si trovano il Lago Zlatar nella Regione del Sangiaccato e il Lago Zvornik.

### Clima
La parte settentrionale del Paese ha un clima di tipo continentale influenzato dalle masse d'aria provenienti dal nord ed est europeo, con inverni freddi e estati calde e umide, le precipitazioni sono distribuite lungo tutto l'anno.
Nella parte meridionale e sud-occidentale del Paese il clima subisce delle influenze da parte del Mediterraneo anche se le Alpi Dinariche formano uno sbarramento per le masse d'aria calda; il clima è prevalentemente caldo e secco in estate e autunno e relativamente freddo e ricco di precipitazioni nevose in inverno.
La più bassa temperatura mai registrata in Serbia è di −39.5 °C, registrata il 13 gennaio 1985 in un villaggio del comune di Sjenica, mentre la più alta è stata di 44.9 °C registrata a Smederevska Palanka il 24 luglio del 2007.

## Società

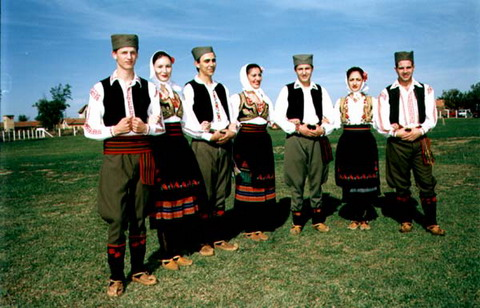
Costume tradizionale serbo tipico della Šumadija, con la šajkača, un particolare tipo di cappello.

La Serbia è costituita ufficialmente da tre territori: la Serbia, propriamente detta, o Serbia Centrale (in serbo Централна Србија/ Centralna Srbija) al centro, la regione autonoma della Voivodina (la più sviluppata economicamente) a nord e la provincia del Kosovo (autoproclamatasi indipendente dal 2008) a sud-ovest.

### Evoluzione demografica
| Anno | Popolazione totale | Variazione % | Anno | Popolazione totale | Variazione % |
| ---- | ------------------ | ------------ | ---- | ------------------ | ------------ |
| 1834 | 678.192            |              | 1910 | 2.922.858          | +17,2%       |
| 1841 | 828.895            | +22,2%       | 1921 | 4.781.446          | +63,6%       |
| 1843 | 859.545            | +3,7%        | 1931 | 5.675.567          | +18,7%       |
| 1846 | 915.080            | +6,5%        | 1948 | 5.794.966          | +2,1%        |
| 1850 | 956.893            | +4,6%        | 1953 | 6.163.154          | +6,4%        |
| 1854 | 998.919            | +4,4%        | 1961 | 6.678.227          | +8,4%        |
| 1859 | 1.078.281          | +7,9%        | 1971 | 7.202.591          | +7,9%        |
| 1863 | 1.108.668          | +2,8%        | 1981 | 7.729.676          | +7,3%        |
| 1866 | 1.216.219          | +9,7%        | 1991 | 7.822.915          | +1,2%        |
| 1874 | 1.669.337          | +37,3%       | 2002 | 7.498.001          | −4,2%        |
| 1884 | 1.901.336          | +13,9%       | 2011 | 7.253.862          | −3,3%        |
| 1895 | 2.493.770          | +31,2%       | 2020 | 6.899.126          | −4,9%        |

Secondo le ultime stime relative al 2021, la Serbia ha una popolazione di 6.871.547 abitanti (escluso il Kosovo, la cui indipendenza non è stata riconosciuta ufficialmente dallo stato serbo).
La Serbia sta attraversando una forte crisi demografica dall'inizio degli anni '90, con un tasso di mortalità che ha costantemente superato il tasso di natalità; a ciò si aggiunge una forte emigrazioneː si stima che 300.000 persone abbiano lasciato la Serbia durante gli anni '90, il 20% delle quali aveva, peraltro, un'istruzione superiore. Come conseguenza di tutto ciò, la Serbia ha attualmente una delle popolazioni più anziane del mondo, con un'età media di 42,9 anni, e la sua popolazione sta diminuendo a uno dei tassi più rapidi del mondo. Negli ultimi trent'anni la Serbia ha perso un milione di abitanti, pari a circa il 13% della popolazione totale, passando da 7,8 a 6,8 milioni. Un quinto di tutte le famiglie è formato da una sola persona e appena un quarto da quattro e più persone. L'aspettativa di vita media in Serbia alla nascita è di 76,1 anni.

### Etnie

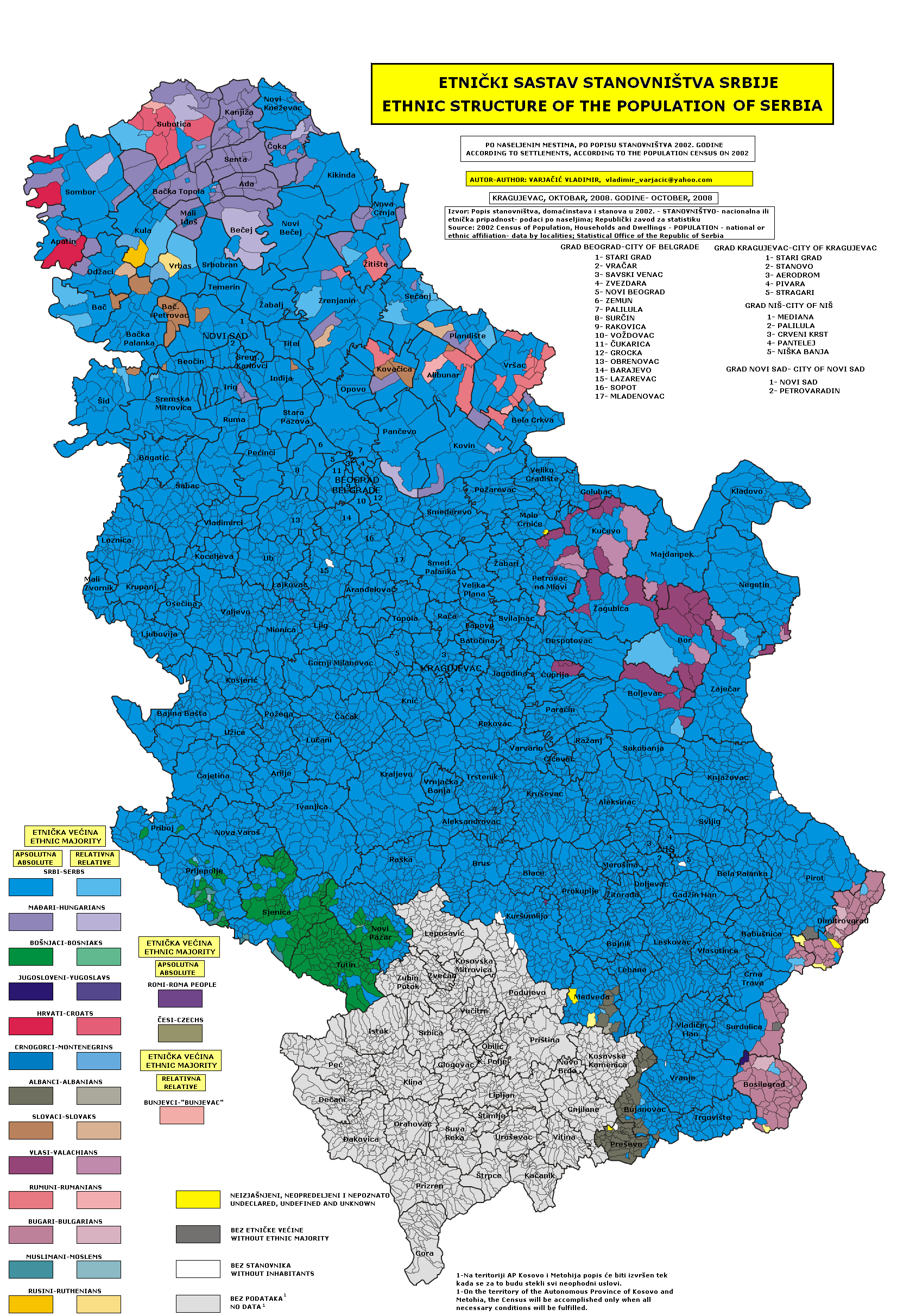
Carta etnica della Serbia segnalante l'etnia maggioritaria nelle singole località da censimento del 2002.

Il gruppo etnico predominante in Serbia è quello serbo. La minoranza più grande è quella rom, che secondo il Consiglio d'Europa ci sono circa 600.000 persone (l'8,23% della popolazione). Altre minoranze significative sono rappresentate da albanesi, ungheresi, bosgnacchi (bosniaci musulmani), macedoni, croati, slovacchi, ruteni, bulgari, rumeni (prevalentemente nel Banato).
La Voivodina è uno dei territori maggiormente variegati etnicamente in Europa, con più di 25 differenti comunità nazionali. Secondo l'ultimo censimento completo (2002), la provincia ha una popolazione di circa 2 milioni di abitanti, così suddivisa: serbi 65%, ungheresi 14,3%, slovacchi 2,79%, croati 2,78%, non dichiarati 2,71%, montenegrini 1,75%, rumeni 1,50%, rom 1,43%, bunjevci 0,97%, ruteni 0,77%, macedoni 0,58%, ucraini 0,23%, altri 2,74% (sloveni, tedeschi, polacchi, cinesi, ecc.).
Nel Sangiaccato, una regione storica priva di status ufficiale, situata a cavallo tra Serbia e Montenegro, una parte consistente della popolazione è costituita da bosgnacchi (bosniaci musulmani).

### Religione
|                           |                           |  |       |       |
| ------------------------- | ------------------------- |  | ----- | ----- |
| Cristianesimo ortodosso   | Cristianesimo ortodosso   |  | 84,6% | 84,6% |
| Cristianesimo cattolico   | Cristianesimo cattolico   |  | 5,2%  | 5,2%  |
| Islam                     | Islam                     |  | 2,9%  | 2,9%  |
| non dichiarato            | non dichiarato            |  | 2,0%  | 2,0%  |
| altri                     | altri                     |  | 1,5%  | 1,5%  |
| Cristianesimo protestante | Cristianesimo protestante |  | 1,1%  | 1,1%  |
| Ateismo                   | Ateismo                   |  | 1,1%  | 1,1%  |

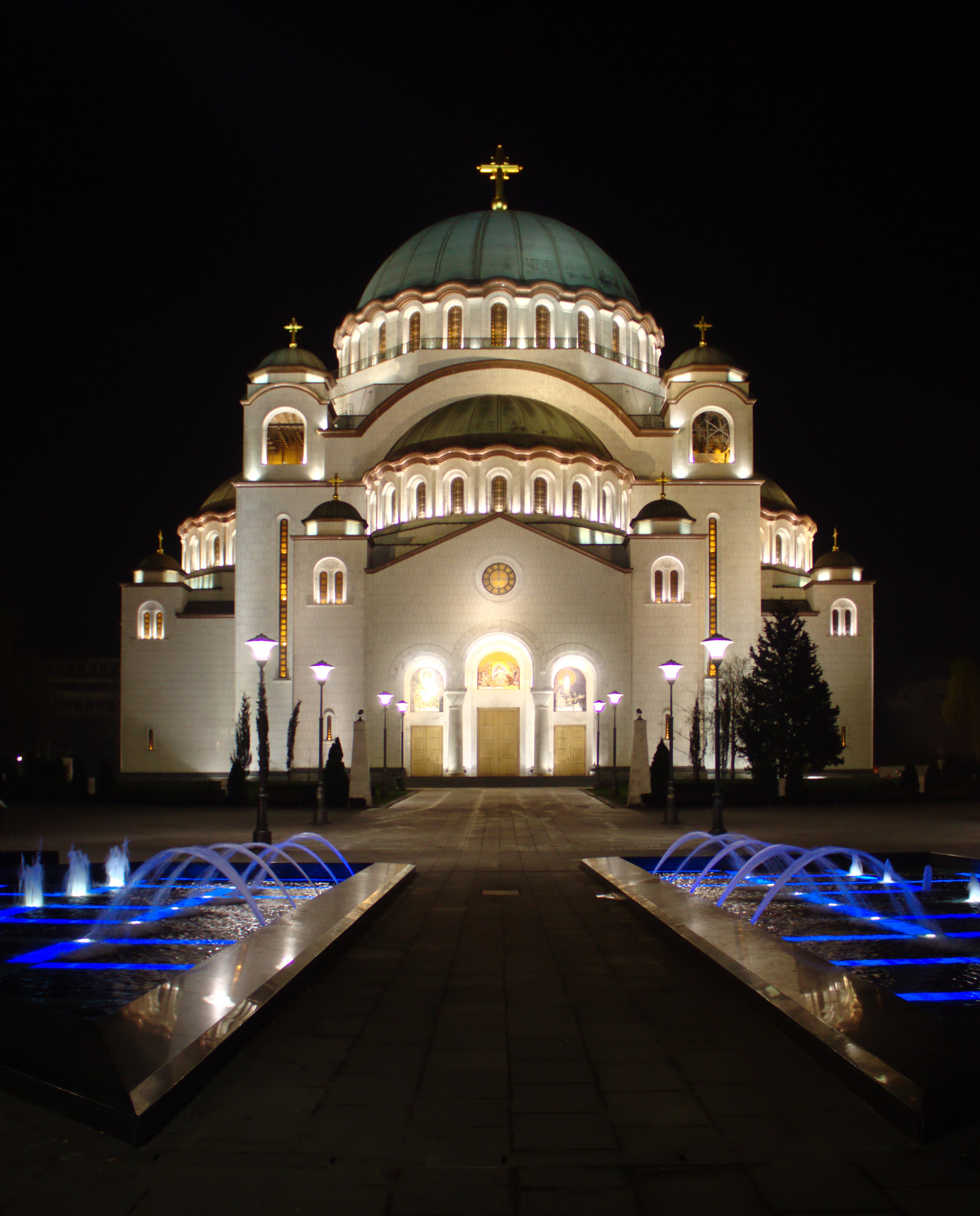
Il tempio di San Sava a Belgrado.

La Serbia risulta essere uno dei paesi europei più variegati dal punto di vista religioso. Si possono notare differenze marcate da regione a regione: la struttura etnica e religiosa della regione della Voivodina è molto complessa. In questa regione i serbi ortodossi costituiscono la maggioranza, tuttavia il secondo gruppo religioso più grande è quello cattolico di cui fanno parte gli Ungheresi, i Bunjevci e i Croati. Ci sono inoltre uniati Ucraini, luterani Slovacchi e calvinisti Ungheresi. Oltre il 90% degli abitanti della Serbia centrale (compresa la regione di Belgrado) professano la confessione ortodossa. I musulmani vivono prevalentemente nel Sud-Ovest del paese, nella regione del Sangiaccato, nelle città di Preševo e Bujanovac e nella regione resasi indipendente come stato del Kosovo. Sebbene in nessuna parte del paese sia vietato vendere e acquistare alcolici, nelle zone a maggioranza musulmana il consumo di alcol in strada non è ben visto.
Tra le Chiese ortodosse, quella serba è la più occidentale. Secondo il censimento del 2002, l'82% della popolazione dichiara di essere di etnia serba, per la stragrande maggioranza ortodossa. Gli altri gruppi di culto ortodosso sono i montenegrini, i romeni, i macedoni, i bulgari, i valacchi. In tutto, essi rappresentano l'84% dell'intera popolazione. La Chiesa Ortodossa Serba fa ancora uso del vecchio calendario giuliano, che presenta un ritardo di 13 giorni rispetto a quello gregoriano utilizzato dai cattolici ed è proprio per questa ragione che i Serbi celebrano il Natale il 7 di gennaio, mentre invece il Capodanno è il 13 gennaio, ma non ha valore ufficiale.
In ogni famiglia serba ortodossa il giorno più bello e più sacro dal punto di vista religioso è quello del santo protettore o, più comunemente, slava, diverso per ciascuna famiglia. Trattasi di una tradizione esclusivamente serba, non riscontrata presso gli altri popoli di fede cristiana ortodossa, e ogni famiglia serba magnifica come meglio può il proprio santo. Uno dei santi più famosi e più venerati è San Giorgio, seguito da San Nicola. Durante questa festa gli amici e i parenti si uniscono solitamente a cena e la celebrazione talvolta può anche durare più di un giorno.
La Serbia ospitò per secoli anche una fiorente comunità ebraica sefardita, che giunse nella penisola balcanica in seguito alle espulsioni dalla Spagna. Già colpita dalle numerose guerre, che costrinsero molti appartenenti a fuggire altrove, fu decimata durante gli stermini nazisti e, nel 2002, solo 1.200 persone si dichiaravano ebrei serbi. La sinagoga più grande e famosa della Serbia si trova a Novi Sad.

### Lingue
La lingua ufficiale è il serbo, parlato dall'88% della popolazione, scritto ufficialmente in alfabeto cirillico; tuttavia si è diffuso anche l'alfabeto latino, tanto che le indicazioni sono in entrambi gli alfabeti, e c'è anzi una forte tendenza a utilizzare l'alfabeto latino piuttosto di quello cirillico, che sta perdendo terreno, soprattutto sul web.
Sono diffuse lingue minoritarie quali: albanese, bosniaco, bulgaro, croato, rumeno, slovacco e ungherese. Tutte queste lingue sono ufficialmente utilizzate in comuni o città in cui la minoranza etnica supera il 15% della popolazione totale. Nei comuni di Preševo e Bujanovac l'amministrazione utilizza l'albanese. In Vojvodina l'amministrazione provinciale utilizza, oltre al serbo, cinque altre lingue (ungherese, slovacco, croato, rumeno e russo).

### Media e libertà d'informazione
Televisione, riviste e giornali in Serbia sono gestiti da società sia statali che private. La Costituzione della Serbia tutela la libertà di parola.
Il sistema mediatico serbo è in trasformazione, ma l'evoluzione è ancora "lenta, incoerente e incompleta". Secondo il Centro europeo di giornalismo, "la democratizzazione del sistema dei media non è riuscita a diventare un fattore di democratizzazione della società nel suo insieme, una speranza diffusa nel 2000 basata sui risultati della decennale lotta contro la repressione dei media nel regime di Milosevic". La Serbia è al 59 ° posto su 180 paesi nel rapporto dell'Indice della libertà di stampa 2016 stilato da Reporter senza frontiere.
La libertà dei mezzi di informazione in Serbia è garantita dall'articolo 50 della Costituzione. La libertà di espressione e di informazione sono protette dalla legge internazionale e nazionale, sebbene le garanzie sancite dalle leggi non siano attuate in modo coerente. Infatti casi di censura e autocensura sono ancora riportati nel paese. La Serbia è considerata "parzialmente libera" da Freedom House e si classifica 59º su 180 paesi nel rapporto 2016 Press Freedom Index compilato da Reporter senza frontiere, migliorando il suo posizionamento di otto posizioni rispetto al 2015. Tuttavia, secondo alcuni esperti, questo miglioramento è stato di natura puramente statistica in quanto è dovuto più al peggioramento della tendenza negli altri paesi compresi nell'Indice che non a miglioramenti concreti della situazione in Serbia. Secondo il rapporto di Freedom House del 2015, i media e i giornalisti in Serbia sono soggetti alle pressioni di politici e proprietari sui contenuti editoriali. Inoltre i mezzi di informazione serbi sono fortemente dipendenti da contratti pubblicitari e sussidi governativi che rendono i giornalisti e i media esposti a pressioni economiche, come mancati pagamenti, risoluzione di contratti e simili. Nell'ambito dei negoziati con l'Unione europea l'UE ha chiesto che la Serbia migliori e garantisca la libertà di espressione e di stampa. Secondo Christian Mihr di Reporters Without Borders, "come paese candidato [la Serbia] deve comprendere seriamente l'importanza dell'indipendenza dei giornalisti e la necessità di libertà dei media".

## Politica

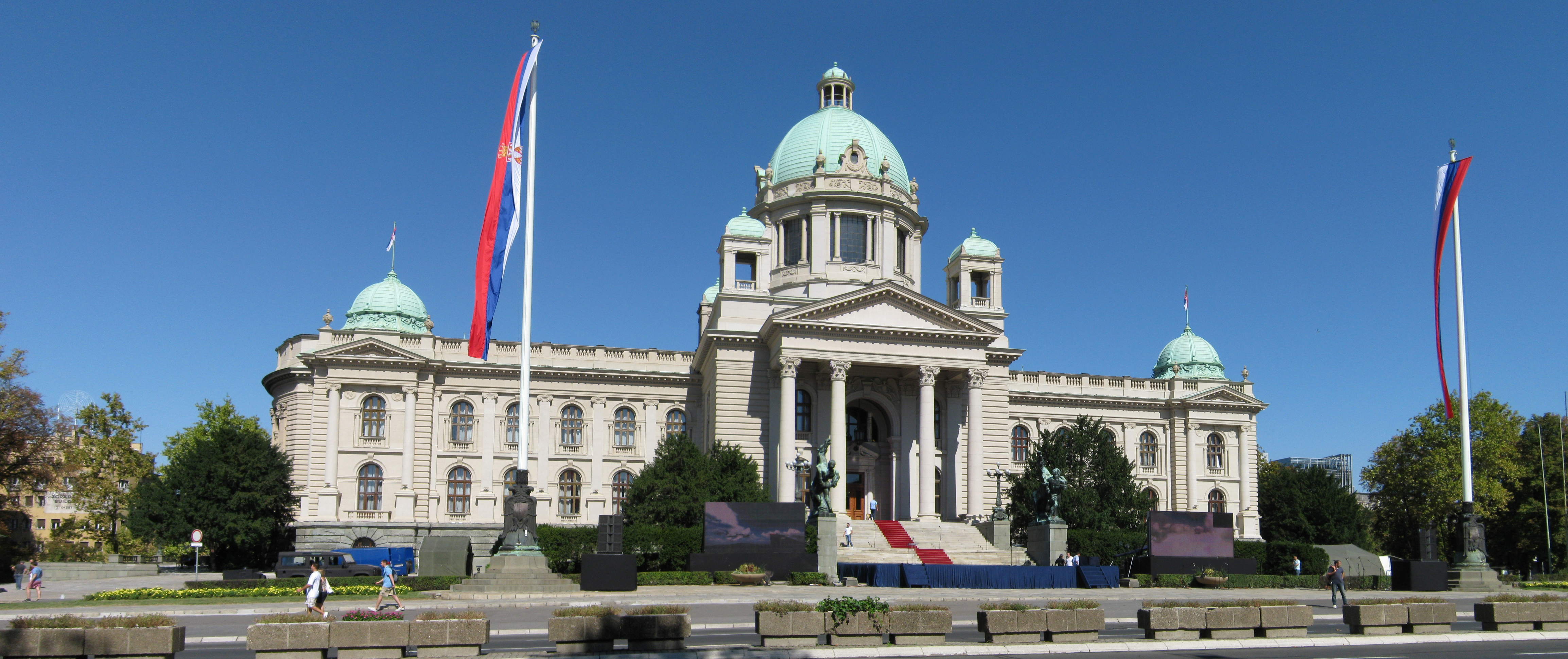
Assemblea Nazionale della Repubblica di Serbia.

La Serbia è una repubblica parlamentare in cui l'Assemblea Nazionale, eletta democraticamente dal popolo ogni quattro anni, è legata al governo da un rapporto di fiducia. Il presidente della Repubblica viene eletto ogni cinque anni e generalmente detiene funzioni cerimoniali ma acquista maggiori poteri quando contestualmente in parlamento viene a crearsi una maggioranza del suo stesso colore politico.
La vita politica pluralista della Serbia si è aperta con le elezioni del 1992, che segnano la continuità del predominio di Slobodan Milošević e del suo Partito Socialista di Serbia (SPS), erede della Lega dei Comunisti Jugoslavi.
La Serbia è membro delle Nazioni Unite, del Consiglio d'Europa е dell'Organizzazione della cooperazione economica del mar Nero. Pur essendo già tra i paesi "osservatori" dell'Organizzazione mondiale del commercio, l'entrata nell'OMC, che era prevista per l'anno 2012, non è stata ancora ratificata. La Serbia è considerata dal Fondo monetario internazionale come un paese dallo sviluppo medio-alto con un'economia in crescita ed è stata dichiarata dalla Freedom House paese libero.
I cittadini della Serbia dal 2009 possono viaggiare senza obbligo di visto nei paesi dell'Unione europea. Il 2 marzo 2014 la Repubblica di Serbia è diventata ufficialmente candidato per l'adesione all'Unione europea, e il 14 dicembre 2015 sono cominciati ufficialmente i negoziati per l'adesione.

### Ordinamento dello Stato
L'attuale Costituzione della Repubblica di Serbia, che sostituisce quella del 1990, è stata approvata tramite un referendum tenutosi il 28 e 29 ottobre 2006 ed è stata ratificata dal Parlamento l'8 novembre dello stesso anno.
La Serbia è una repubblica parlamentare nella quale il Primo Ministro è il capo del Governo. Il sistema politico è di tipo multipartitico e semipresidenziale.
Il capo dello stato è il Presidente della Serbia, eletto a suffragio universale e diretto ogni cinque anni, che nomina il Primo ministro e cura le relazioni estere.
Il potere esecutivo viene esercitato dal Governo della Serbia (Vlada Republike Srbije) guidato da un Primo ministro (Predsednik Vlade), comunemente detto premier (premijer). Il Primo ministro, nominato dal Presidente, è approvato dall'Assemblea Nazionale; mentre i Ministri sono nominati dal Primo ministro e approvati dal Parlamento.
L'attuale presidente è Aleksandar Vučić, mentre il primo ministro è Đuro Macut, in carica dal 16 aprile 2025.
Il potere legislativo è detenuto dall'Assemblea Nazionale della Repubblica di Serbia (Narodna skupština Republike Srbije) composta da 250 membri, eletti per un mandato quadriennale.
Il potere giudiziario è separato ed indipendente dall'esecutivo e dal legislativo.

### Suddivisioni storiche e amministrative
La Serbia è suddivisa in 29 distretti (5 dei quali si trovano in Kosovo, quindi fuori dell'amministrazione del Governo centrale), a cui si aggiunge la città di Belgrado.
I distretti sono suddivisi in 108 comuni.
Dalla conclusione della Guerra del Kosovo, il Kosovo è sotto protettorato delle Nazioni Unite in base alla risoluzione del Consiglio di Sicurezza dell'ONU 1244 e di fatto stato autonomo.
La parte della Serbia esterna al Kosovo e alla Vojvodina viene detta Serbia centrale ma non è una suddivisione amministrativa del paese e non ha, al contrario delle due province autonome, un governo regionale proprio.

### Rivendicazioni territoriali ed exclavi
Sul territorio serbo si trova la piccola exclave bosniaca di Međurečje. I confini non sono definiti con precisione.
La posizione precisa del confine tra Serbia e Croazia nel tratto fluviale del Danubio è controversa. Negli ultimi secoli il corso del Danubio ha subito modifiche; il confine non correva quindi a metà del fiume, ma lungo rami in secca dello stesso. Nel corso del tempo si sono formate isole fluviali, che, pur essendo in territorio serbo, appartengono alla Croazia.
Il 17 luglio 1945 Winston Churchill, per permettere la nascita in territorio jugoslavo dell'erede al trono jugoslavo Aleksandar Karađorđević i cui genitori erano in esilio a Londra, dichiarò, per un giorno, la suite 212 del Claridge Hotel territorio jugoslavo.

### Città principali

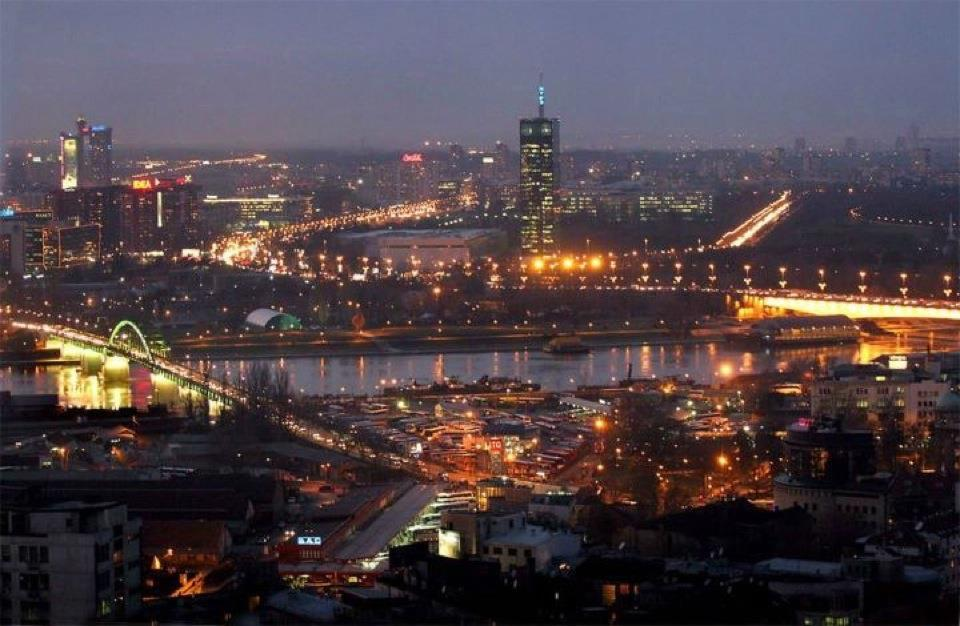
Belgrado, la capitale della Serbia.

Le città più grandi e più popolose (aventi più di 100.000 abitanti) della Repubblica di Serbia, secondo i dati del censimento del 2011 (il quale però esclude il territorio a status conteso del Kosovo) sono:
- Belgrado: 1.659.440
- Novi Sad: 388.490
- Niš: 260.237
- Kragujevac: 179.417
- Leskovac: 144.206
- Subotica: 141.554
- Kruševac: 128.752
- Kraljevo: 125.488
- Pančevo: 123.414
- Zrenjanin: 123.362
- Šabac: 115.884
- Čačak: 115.337
- Smederevo: 108.209

### Istituzioni

#### Ordinamento scolastico

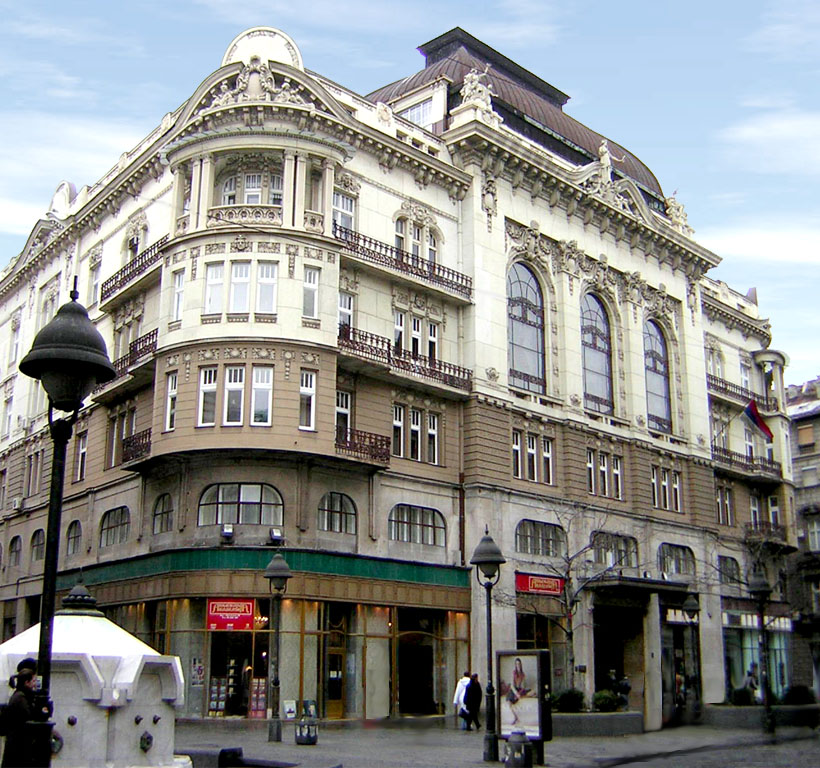
L'Accademia delle Scienze e delle Arti della Serbia

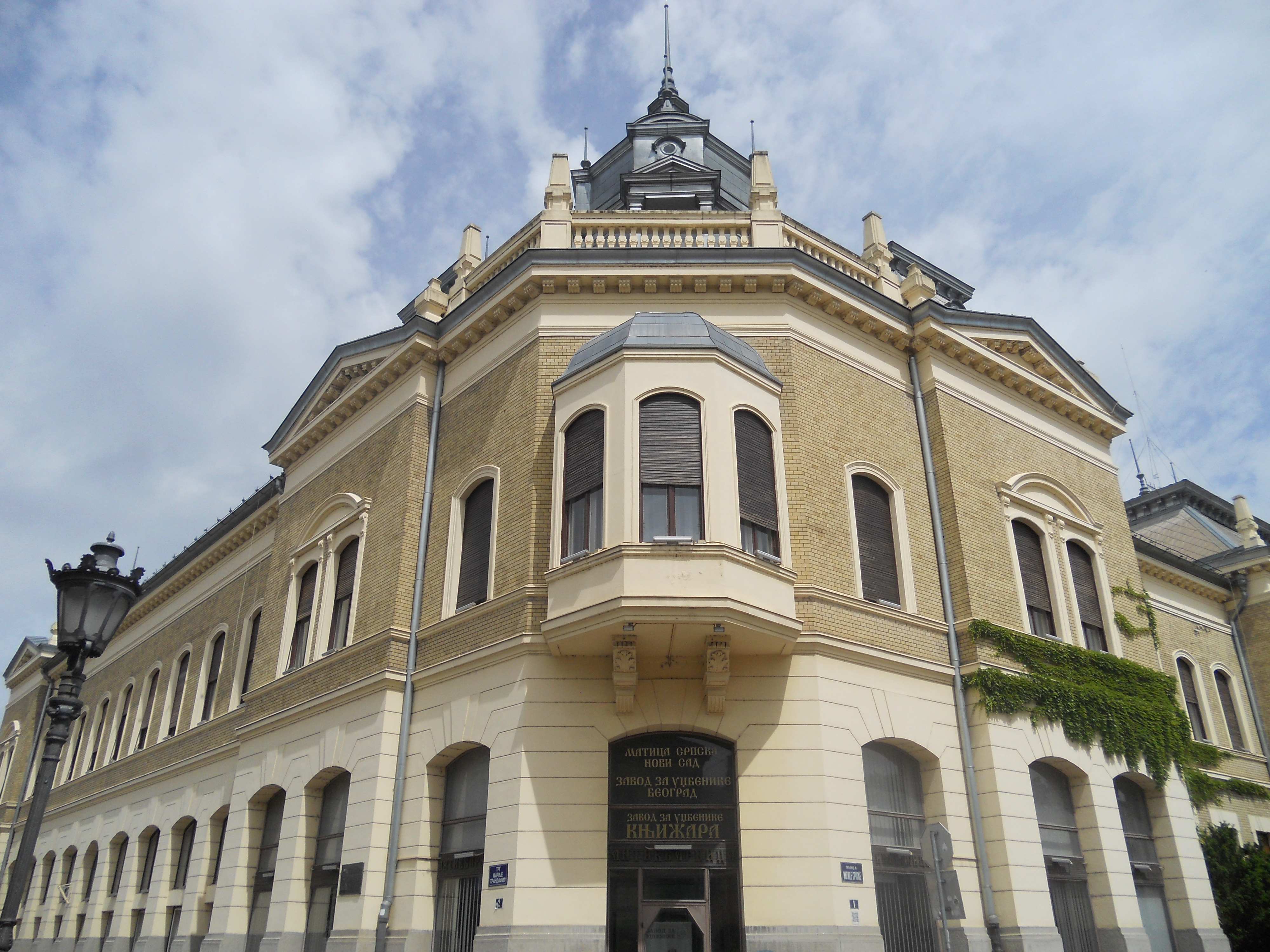
La Matica srpska a Novi Sad è l'istituzione culturale più antica della Serbia.

Nel 2001 è stata avviata una radicale riforma del sistema scolastico che, tra gli altri interventi, ha completamente rivisto e rimodernato i programmi scolastici e ha allungato la durata della formazione primaria portandola a nove anni. Il primo anno di entrata in vigore della riforma è stato il 2003 e il completamento della stessa è previsto per l'anno scolastico 2007/2008.
L'obbligo scolastico inizia a 7 anni con l'inizio del ciclo primario suddiviso in cicli triennali con materie obbligatorie e opzionali. La formazione secondaria prevede la scelta fra il liceo (4 anni), di altre scuole superiori di durata compresa fra i due e i 4 anni oppure l'accesso alla formazione professionale (due o tre anni). L'età lavorativa in Serbia inizia dai diciotto anni.
Le istituzioni culturali più importanti della Serbia sono la Matica srpska a Novi Sad e l'Accademia SANU a Belgrado.

#### Università
In Serbia secondo i dati del 2009 vi sono quindici università. Otto di queste sono statali e sette, invece, sono private. Di tutte queste, addirittura otto hanno la propria sede nella capitale. L'Università di Belgrado, la più antica, fondata dal linguista serbo Dositej Obradović nel 1808, come scuola superiore di Belgrado, nel 1838 si fonde con i dipartimenti di Kragujevac in un'unica università; con il nome attuale nel 1905.
Fra quelle statali vi sono:
- Università di Belgrado
- Università delle Arti, Belgrado
- Università della Difesa, Belgrado
- Università di Kragujevac
- Università di Niš
- Università di Novi Sad
- Università di Novi Pazar

Fra quelle private vi sono:
- Singidunum, Belgrado
- Megatrend, Belgrado
- Metropolitan, Belgrado
- L'Accademia del Sistema Economico, Novi Sad
- Edukons, Sremska Kamenica
- Università Europea, Belgrado
- Union - Nikola Tesla, Belgrado

#### Forze armate

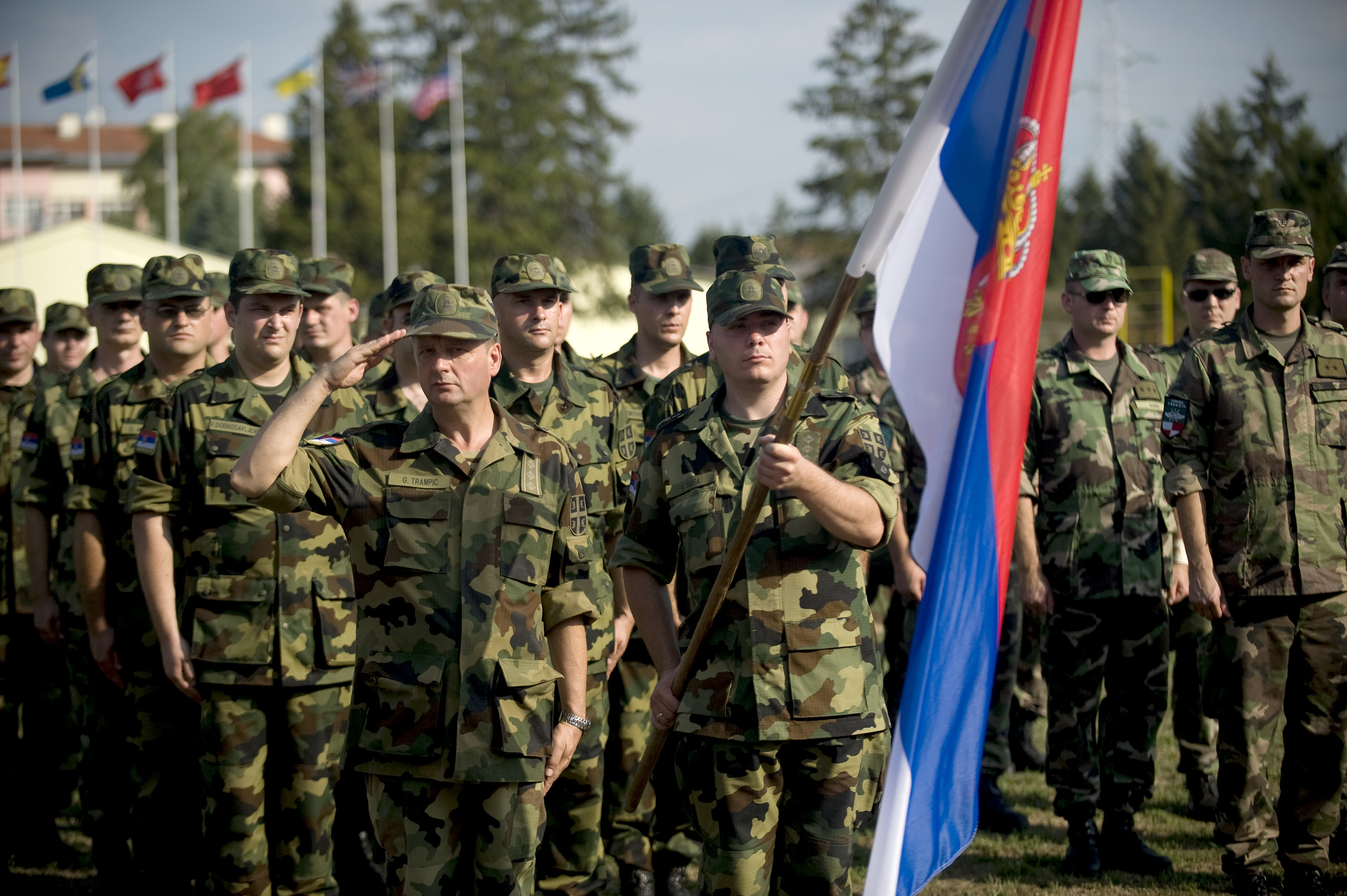
Esercito della Repubblica di Serbia.

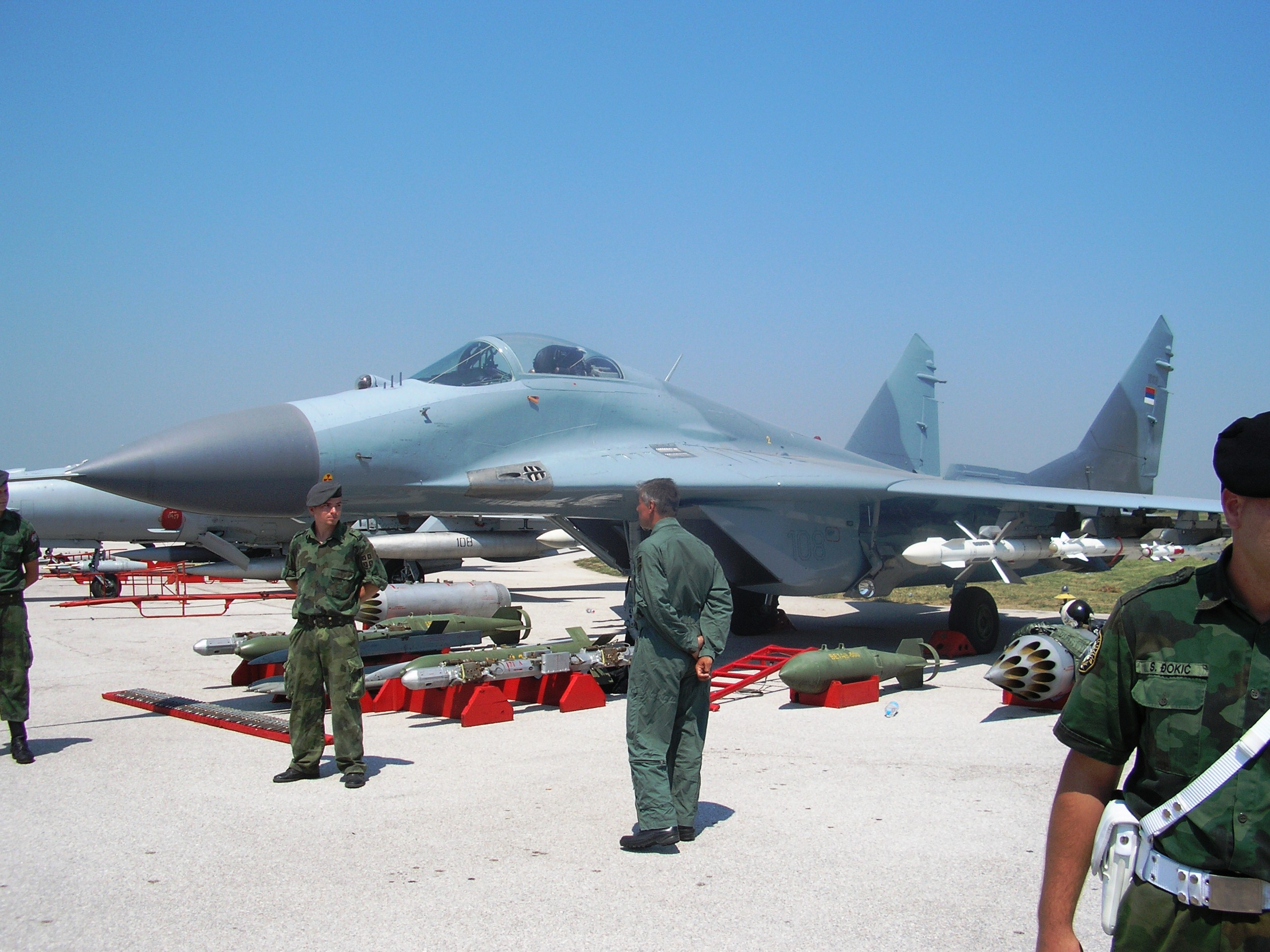
MiG-29B. Aviazione Militare della Repubblica di Serbia.

La difesa della Serbia è composta da 2 forze armate:
- Esercito

L'esercito serbo è composto da 31.000 unità di professionisti e da molti riservisti. All'interno dell'esercito vi è anche la Flottiglia fluviale che ha funzioni di supporto per le forze di terra. L'esercito serbo è considerato l'erede della Armata Popolare di Jugoslavia (JNA) sia per i mezzi che per il personale.
Allo scoppio delle guerre jugoslave molti soldati disertarono per unirsi ad altre formazioni; nel giro di poco tempo gli unici soldati della JNA erano serbi e montenegrini.
- Aeronautica

Anch'essa erede della JNA, l'aeronautica serba è composta da 4000 unità e da più di 200 aerei.
La Serbia dispone anche di diverse unità speciali antiterrorismo:
- Gruppo operazioni (OPG)
- Unità anti-terrorismo (PTJ)
- Unità speciale anti-terrorismo (SAJ)

La pubblica sicurezza è assicurata da due forze di polizia: Gendarmeria e Polizia, entrambi dipendenti dal ministero degli interni.

## Economia

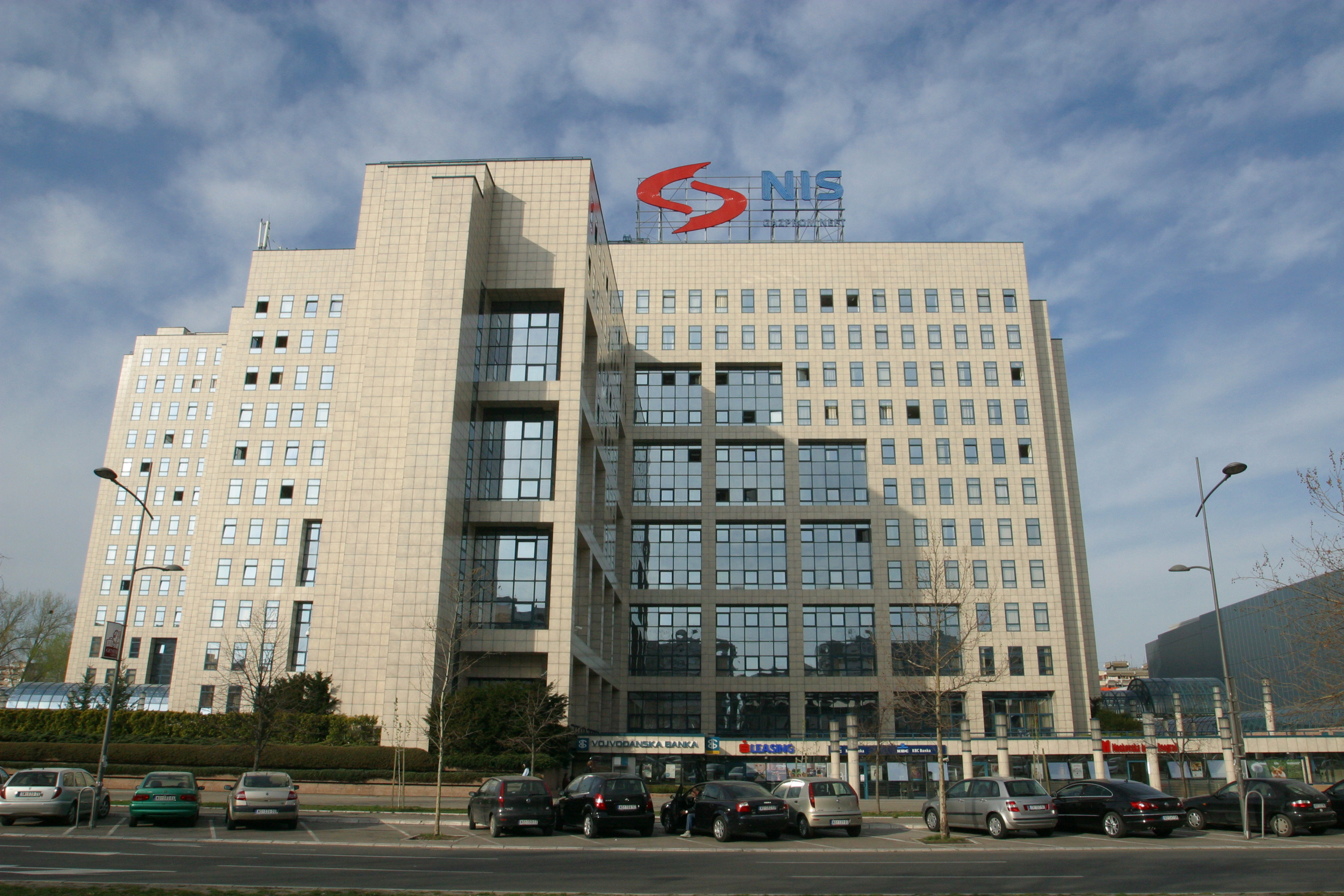
La NIS, specializzata nel settore dell'energia, è una delle aziende serbe più redditizie.

In economia, molto pesanti sono state le conseguenze causate dalle guerre e dalle scelte politiche in cui la Serbia è stata coinvolta dal Governo di Slobodan Milošević (isolamento, decrescita economica, lungo periodo di sanzioni economiche internazionali, danneggiamento delle infrastrutture nazionali e della reputazione del Paese). L'embargo e le sanzioni internazionali hanno inflitto un durissimo colpo all'economia del paese; a ciò sono seguite la svalutazione del dinaro e l'aumento della disoccupazione che hanno peggiorato le condizioni di vita dei cittadini serbi. Dopo la fine della guerra civile jugoslava e la fine delle sanzioni ci fu una fragile ripresa, tuttavia nel 1999, con la nuova esplosione dei conflitti con gli albanesi del Kosovo, le sanzioni vennero reintrodotte e l'attacco della NATO diede il colpo finale all'economia dell'allora Repubblica Federale di Jugoslavia. Dopo che Slobodan Milošević venne destituito iniziò una delicata fase di transizione dall'economia di stampo socialista verso l'economia di mercato. Il paese, libero dall'embargo e dalle sanzioni, si aprì agli investimenti internazionali che hanno giocato e giocano ancora adesso un ruolo di grande importanza nella ricostruzione della Serbia.
L'unità monetaria serba è il dinaro (RSD), diviso in 100 pare. I dinari si possono cambiare anche fuori dalla Serbia, ma è consigliabile riconvertirli prima di lasciare il paese. Il dinaro serbo è la valuta ufficiale dello stato ed è l'unica ammessa per gli acquisti e le transazioni. Le carte di credito internazionali sono accettate e anche le carte bancomat, tuttavia è consigliabile munirsi sempre di dinari per gli acquisti quotidiani, in quanto l'economia della Serbia è ancora molto legata ai contanti.
Da quando è iniziata la transizione molte aziende multinazionali hanno aperto le loro filiali in Serbia, attratte prevalentemente dalla manodopera a basso costo. Le principali sono: FIAT, Siemens, Bosch, Philip Morris, Michelin, Coca Cola e Carlsberg. Nel settore dell'energia ad aver fatto gli investimenti più ingenti è stato il gigante russo Gazprom.
Nel gennaio del 2005 il PIL si attestava al 50-60% del valore raggiunto nel 1990. A partire dal 2001 tuttavia molti indicatori economici sono positivi, anche grazie a numerosi investimenti stranieri. La crescita del PIL si attestava nel 2004 attorno all'8%, nel 2009 il PIL ha subito una contrazione del 3,5%, nel 2010 la crescita è stata dell'1%, nel 2011 del 2,3%.
| Statistiche economiche                                                                |
| PIL prodotto (PPA): $77,8 miliardi (stima 2012)                                       |
| PIL pro capite (PPA): $10.722 (stima 2012)                                            |
| Tasso di crescita della produzione industriale: 7,1% (2004), 1,3% (2005), 3,5% (2011) |
| Tasso di disoccupazione: 16,7% (2011)                                                 |
| Inflazione: 11,3% (2011)                                                              |
| Debito estero: $15,43 miliardi (2005)                                                 |
| Debito pubblico: 41% del PIL (2011)                                                   |
| Investimenti stranieri nel 2005: $1.481 miliardi (Source: NBS Народна банка Србије.)  |

### Settore primario

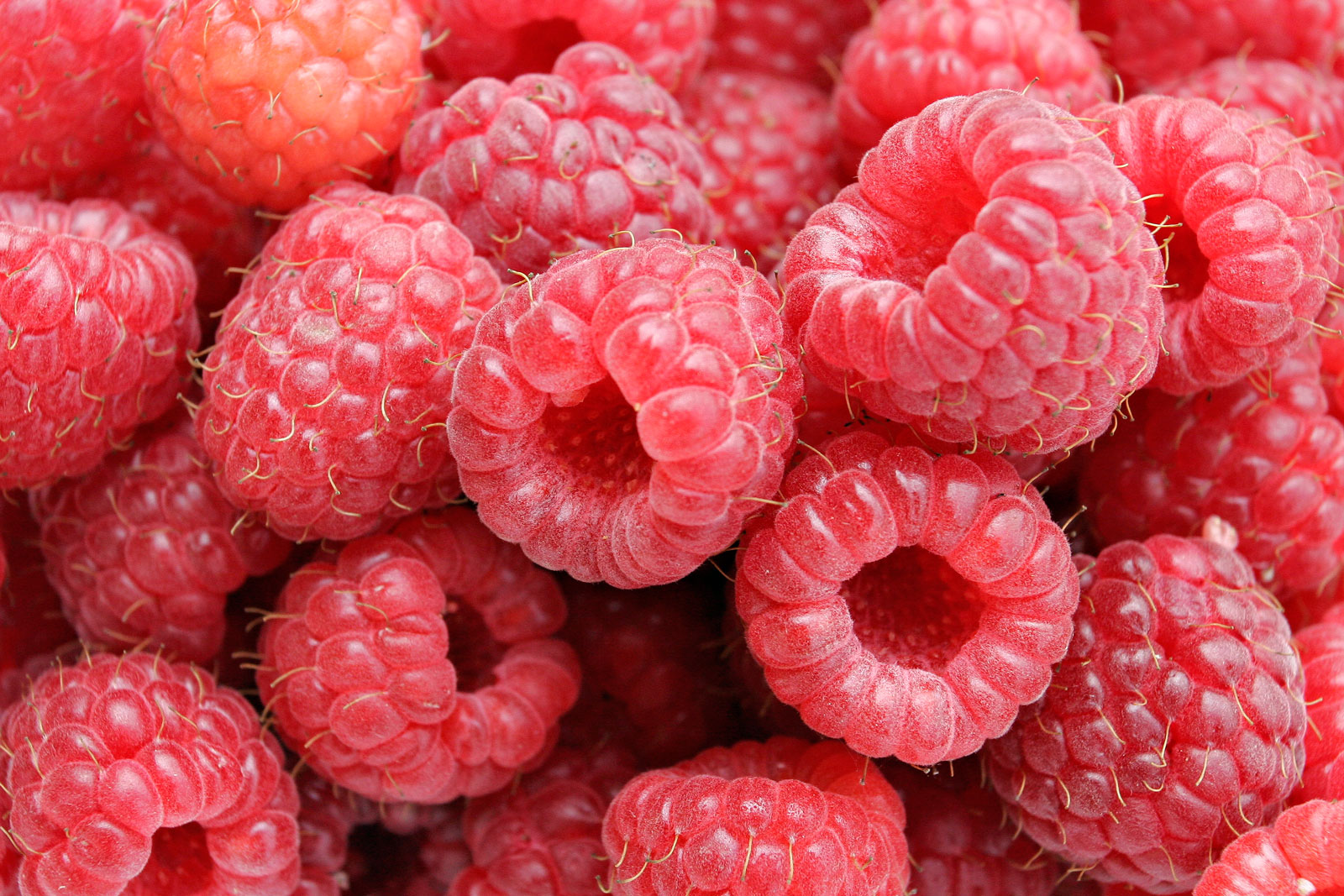
il 16% circa della produzione mondiale di lamponi viene dalla Serbia

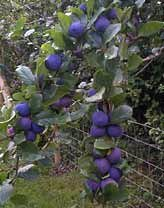
la Serbia è seconda al mondo nella produzione di prugne e la prima in Europa

La quota di addetti nel settore primario ammonta al 25%. L'agricoltura risulta essere particolarmente importante in Europa dell'est, in Serbia grazie alla presenza di grandi aree di terreno fertile specialmente nella regione autonoma della Vojvodina e nella Mačva, una regione incastonata tra la Vojvodina, la Bosnia e la Šumadija. Si coltivano prevalentemente cereali (mais, frumento), patate e barbabietole. Molto estesa è anche la viticoltura. In Serbia la viticoltura è praticata principalmente nelle aree lungo i fiumi: Danubio, le tre Morave, Timok e Nišava. La zona dello Srem è stata per secoli una delle aree di punta per quanto riguarda la viticoltura nei Balcani. Altrettanto famosa è la zona vinicola del Banato. Molto diffusa è la coltivazione degli alberi da frutto, come il prugno: dalle prugne si ricava il distillato tipico nazionale, la sljivovica. La Serbia può vantare di essere il terzo produttore mondiale di lamponi subito dietro alla Russia e alla Polonia e seconda al mondo nella produzione di prugne subito dietro la Cina. Attualmente un terzo della produzione mondiale di lamponi avviene nella Serbia Centrale, soprattutto nei pressi di Arilje. Mentre circa il 70% della produzione di prugne serbe è destinata alla produzione della Sljivovica. Le esportazioni di prodotti agricoli della Serbia sono aumentate da quando il paese è diventato un candidato ufficiale per l'adesione all'Unione Europea.
L'allevamento è costituito soprattutto da suini, bovini, ovini e animali da cortile.

### Settore secondario
Gli addetti nel settore secondario sono circa il 30%. I settori industriali più importanti sono quelli agroalimentari, chimici, meccanici e manifatturieri. Le industrie più importanti sono localizzate a Belgrado (Novi Sad, Kragujevac, Subotica) e Smederevo. A Kragujevac, in Serbia Centrale, ha sede la fabbrica di autovetture e autocarri Zastava, che ha siglato un contratto con la FIAT per la produzione in Serbia della Punto (seconda serie) con il nome di Zastava 10. Sempre a Kragujevac dal 2012 viene prodotta la Fiat 500L.

### Settore terziario

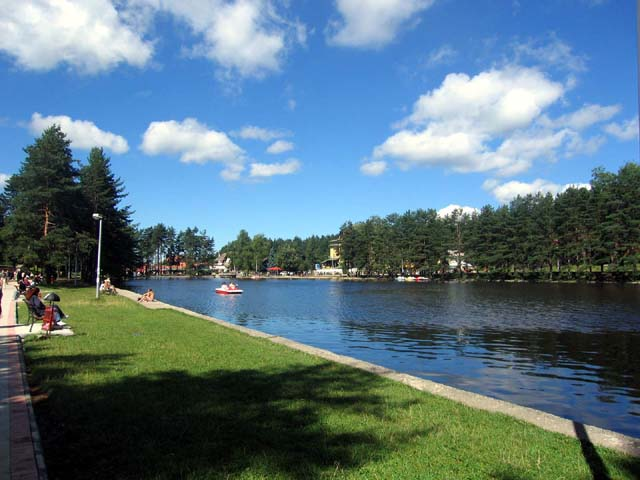
Lago nel centro della località turistica di Kraljeve Vode a Zlatibor

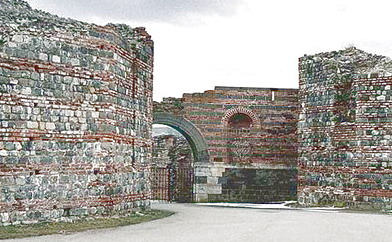
Felix Romuliana

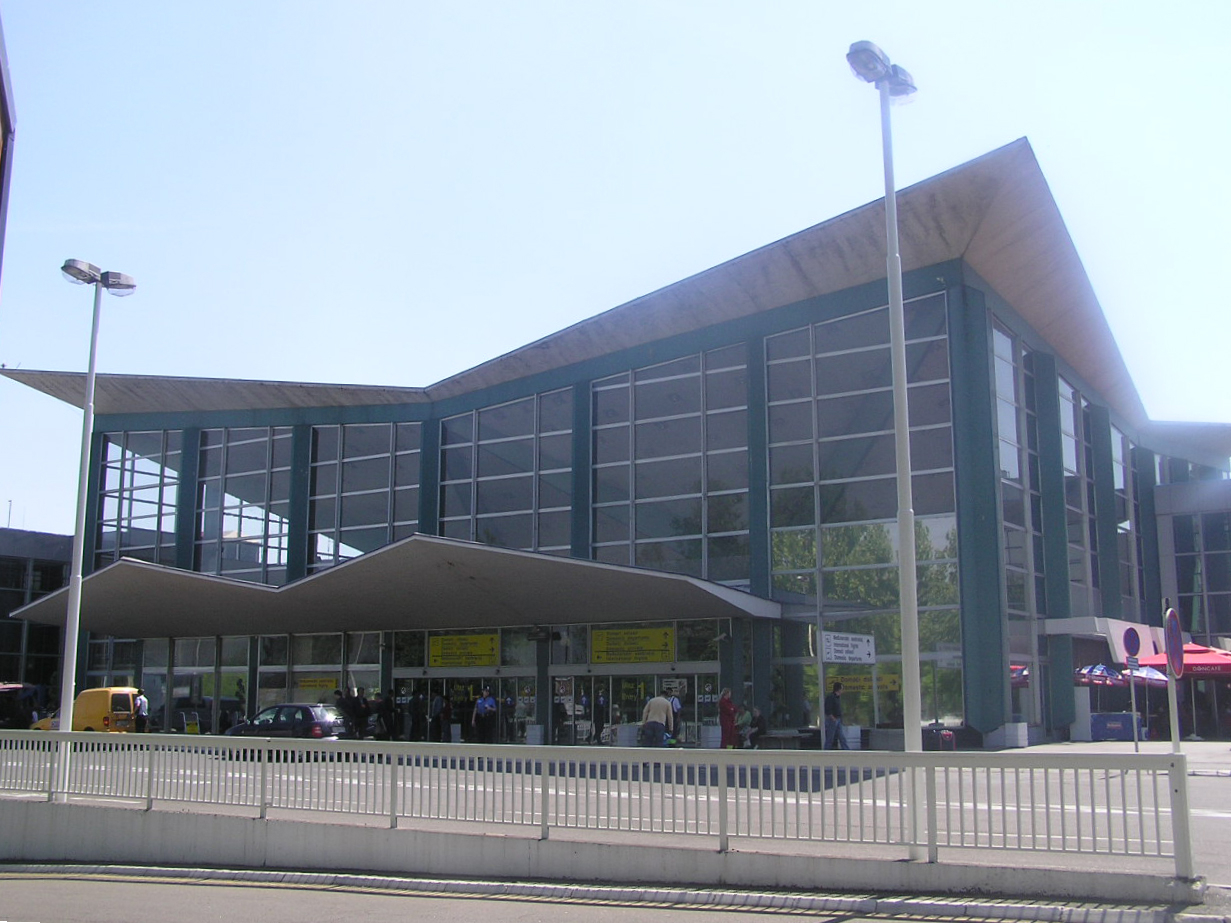
Aeroporto Nikola Tesla a Belgrado

C'è un 67% di addetti a questo settore. Negli ultimi anni in Serbia si è assistito a massicci investimenti stranieri, in particolare dalla Germania, dall'Italia e dalla Grecia, e per questo il turismo è diventato una delle attività più importanti nel Paese. Non disponendo di un accesso al mare, il turismo in Serbia si concentra soprattutto su quello termale, sull'agriturismo e sulle grandi città come Belgrado e Novi Sad adesso completamente ricostruite dopo i bombardamenti.
Belgrado, la capitale della Serbia, una metropoli in cui vivono quasi 2 milioni di persone, è una delle città più grandi dell'Europa orientale e sorge sulla confluenza dei due fiumi Sava e Danubio. È anche il fulcro della rete stradale e ferroviaria del paese. Il clima belgradese è di tipo continentale ed è caratterizzato da inverni piuttosto rigidi ed estati molto calde. Le attrazioni della capitale serba includono la fortezza di Kalemegdan, anch'essa sorge sui due fiumi, i più grandi musei del paese e dei Balcani, i palazzi reali e altri importanti monumenti. I bar sulle vie affollate e la vita notturna effervescente hanno fatto sì che questa città acquisisse sempre più prestigio a livello turistico. Belgrado è inoltre il cuore economico del paese e la città con il tenore di vita più alto.
La seconda città della Serbia per dimensioni e numero di abitanti è Novi Sad. Questa città oltre che per l'economia è di fondamentale importanza anche per la cultura serba. Quando l'Impero ottomano conquistò il territorio serbo, molti serbi si rifugiarono infatti a Novi Sad, che allora era sotto dominazione asburgica, per sfuggire alle persecuzioni dei Turchi. A Novi Sad venne fondata anche la Matica srpska, una delle istituzioni culturali più importanti della Serbia. Oggi, la sua crescente importanza ha portato alla realizzazione di nuovi ampi viali, strade e alla costruzione di altri grandi edifici. Anche Novi Sad è stata bombardata dalla NATO, ma è stata completamente ricostruita. Dal 2001 vi si organizza Exit: un festival musicale di fama internazionale, nato in origine come forma di protesta contro la dittatura di Slobodan Milošević, ma che ora attrae migliaia di spettatori da tutto il mondo e che ha dato alla città e alla Serbia un posto sulla mappa della musica.
Sulla riva destra del Danubio, poco lontano dal confine con la Croazia, si incontra la Fruska Gora una catena di colline alte non più di 600 metri che movimentano il paesaggio della piatta pianura. L'area è stata dichiarata Parco Nazionale e ospita al suo interno una ricca varietà di flora e fauna oltre a custodire i monasteri ortodossi, veri scrigni della cultura serba.
I laghi e le cascate naturali di Zlatibor, che in lingua serba significa "pino dorato" in ricordo del Pinus silvestris ormai non più presente nell'area, costituiscono un'altra attrattiva turistica e, per gli amanti degli sport di montagna, vi sono più a sud, al confine col Kosovo, gli impianti sciistici di Kopaonik. Le terme di Vrnjacka Banja per esempio risalgono all'epoca dell'impero romano e non sono le uniche, inoltre negli ultimi decenni sono stati scoperti numerosi siti archeologici di origine romana, ma anche più antica come la città romana di Sirmium, vicino a Sremska Mitrovica o quella di Viminacium, nei dintorni di Požarevac.
Nella Serbia occidentale, nei pressi del confine con la Bosnia ed Erzegovina, si trova il Parco nazionale di Tara istituito nel 1981; qui le più orientali propaggini della dorsale dinarica offrono un habitat ideale per le tante varietà di flora e di fauna che si trovano tra picchi che sfiorano i 1500 metri e l'ampio canyon scavato dalla Drina.
Altri centri che dal 2007 hanno cominciato ad attirare i turisti sono Đavolja Varos (la città del Diavolo) e i vari centri spirituali, tra i quali spicca Studenica con il suo monastero.

## Ambiente

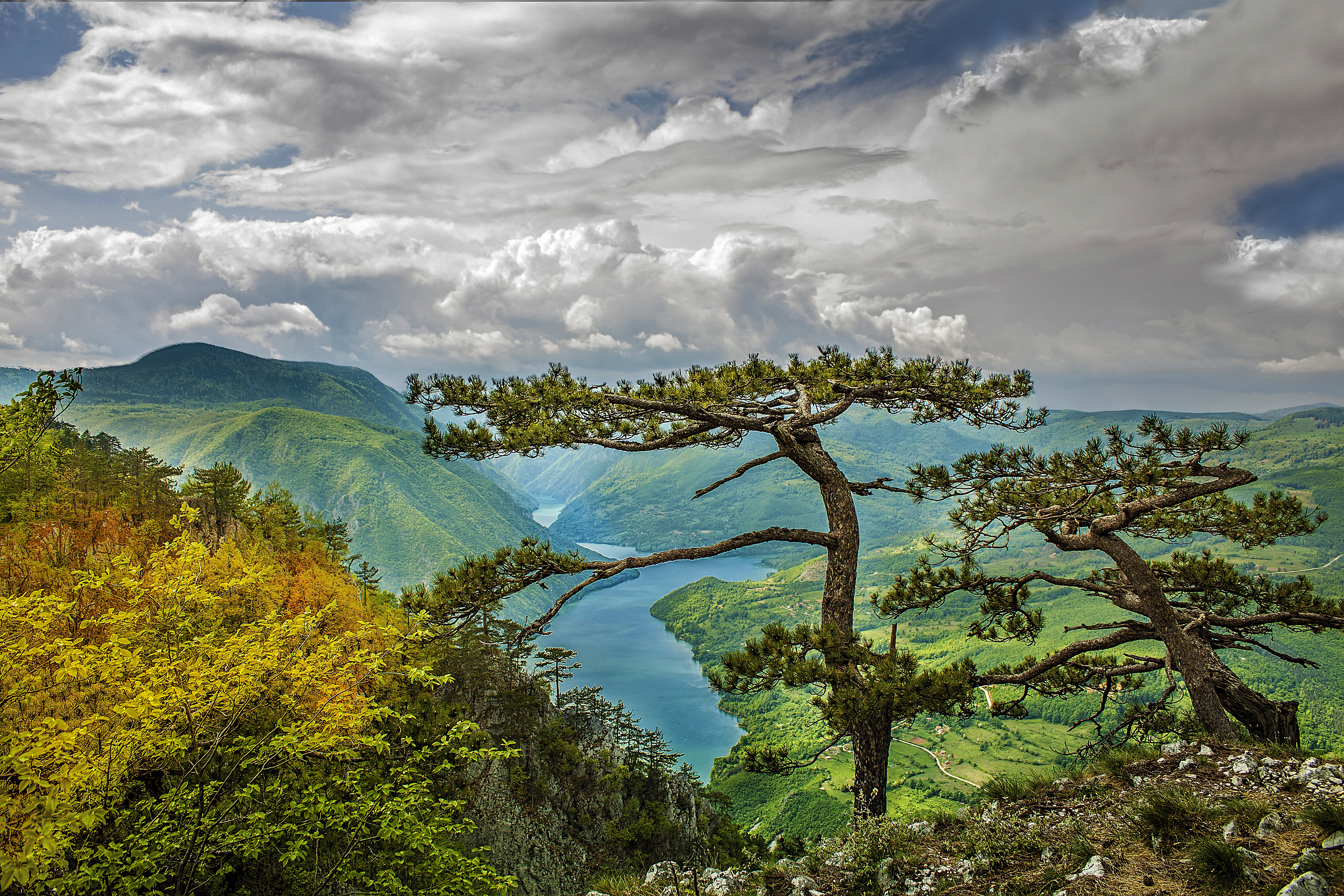
Parco nazionale di Tara.

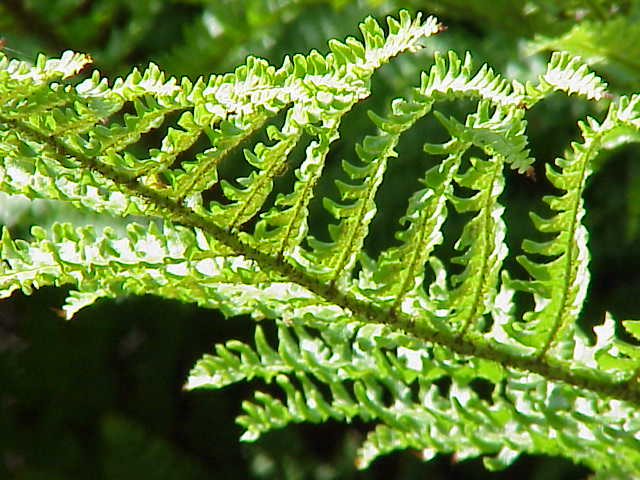
Flora tipica della Fruška Gora

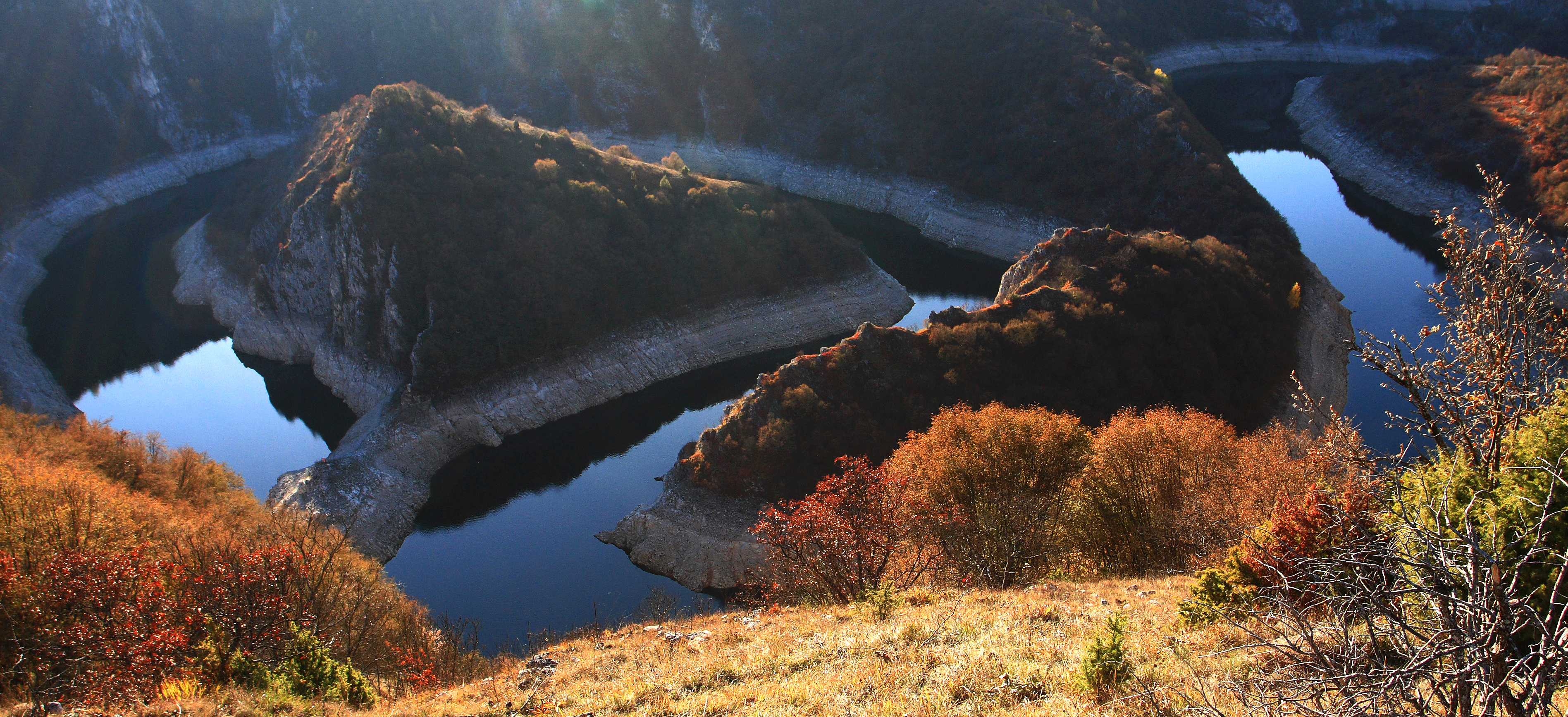
Area naturale protetta di Uvac.

La natura della Serbia è ricca e variegata. Sono presenti sul territorio serbo catene montuose che si sviluppano a sud dei fiumi Sava e Danubio. Sono i fiumi stessi a dividere il paese in due aree distinte: una montuosa e collinare, l'altra pianeggiante che coincide con la pianura pannonica. Tuttavia l'inquinamento è uno dei più gravi problemi che l'odierna Repubblica di Serbia deve affrontare. Da quanto è emerso dai risultati dello screening effettuato dall'Unione Europea, la politica ambientale dello stato serbo è del tutto incompatibile con il modello previsto per un paese UE, il che, unito alla totale assenza di raccolta differenziata e di un efficace sistema di riciclaggio, renderà il capitolo 27 (quello riguardante la tutela dell'ambiente) uno dei più lunghi e difficili da chiudere. Sono stati fatti dei timidi progressi in tal senso da quando il paese è diventato un candidato ufficiale per l'accesso all'UE e da quando il turismo ha iniziato a giocare un ruolo sempre più pesante nell'economia del paese. Il bombardamento della NATO del 1999 ha provocato seri danni alla struttura ambientale della Serbia, soprattutto a causa dell'utilizzo dell'uranio impoverito.
Nella Repubblica sono stati istituiti cinque parchi nazionali: 
- Fruška Gora (250 km²),
- Kopaonik (120 km²),
- Parco nazionale di Tara (220 km²),
- Parco Nazionale di Đerdap (Porte di ferro sul Danubio) (640 km²),
- Šar Planina (390 km²).

Oltre ai parchi nazionali ci sono in Serbia 31 aree protette. Tutti i parchi nazionali della Serbia sono facilmente accessibili e il regime di gestione è molto permissivo e consente alla popolazione di vivere all'interno del parco. Nei molti villaggi pittoreschi presenti al loro interno, i visitatori possono scegliere tra alberghi e abitazioni tradizionali.

### Flora
Verso la fine del XVII secolo la Serbia era ancora una terra dall'ambiente incontaminato. Più del 90% del territorio era coperto da foreste di querce e faggi. Da qui il nome della collinosa regione centrale Шумадија / Šumadija, che deriva dalla parola serba Шума / Šuma, che significa bosco. Negli ultimi tre secoli, anche a causa della rivoluzione industriale, buona parte delle foreste sono state trasformate in terreni agricoli e industriali e oggi la zona forestale occupa solo il 27% del territorio della Serbia. Gli alberi più comuni sono il faggio, la quercia (si contano quasi 10 specie), il pioppo, l'abete e il pino scozzese e austriaco. In tutta la Serbia i querceti sono tipici di pianura e collina quanto i faggeti per le zone montuose. Nella Serbia occidentale sono comuni le foreste di conifere. I parchi nazionali conservano invece specie rare ed endemiche: il bagolaro, l'albero di noce selvatico, il nocciolo turco, il pino di Pančić (monte Tara), il pino bosniaco e macedone e la quercia macedone.

### Fauna
Le estese foreste della Serbia sono un habitat perfetto per molti animali selvatici comuni: 
il lupo, ad esempio, prospera in gran numero; vi è poi l'orso bruno, che si trova in quasi tutti i parchi nazionali serbi, specialmente in prossimità del monte Tara. La lince, invece, si trova in poche aree protette, come, ad esempio, nel Đerdap, mentre la Suva Planina è famosa per il gran numero di cavalli inselvatichiti. La poiana è diffusa soprattutto nella Serbia occidentale. I cervi si trovano prevalentemente nella regione della Vojvodina, mentre i cinghiali, i caprioli e i conigli si trovano in tutto il paese.

## Cultura

### Tradizioni
Una tradizione della diplomazia serba prevede che il Presidente della Repubblica o il Primo Ministro accolgano i capi di Stato in visita offrendo loro all'arrivo del pane e del sale, considerati (specialmente il pane) fin dall'antichità i simboli dell'ospitalità.
Un'altra tradizione tipicamente serba è quella di baciarsi tre volte sulla guancia. Non è obbligatorio farlo al primo incontro, ma da quelli successivi sì..

### Mitologia
Tipica creatura mitica immaginato come animale alato della mitologia serba è rappresentato dal Cikavac. Nota anche la leggenda del vampiro Sava Savanović.

### Letteratura

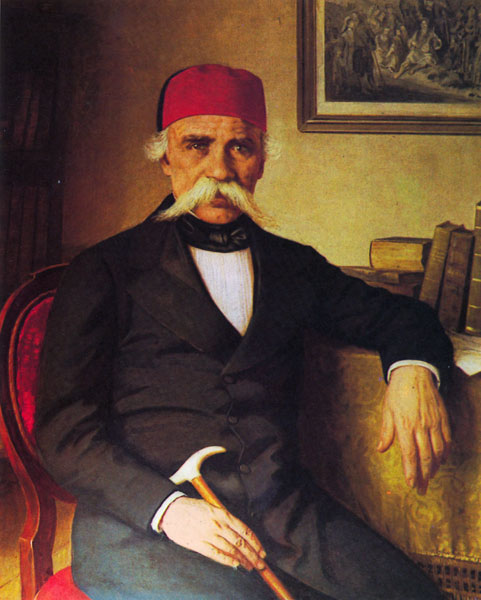
Ritratto di Vuk Stefanović Karadžić.

Una letteratura serba si afferma già nel XVIII secolo. Ma nel XIX secolo prevale la poesia epica nazionale di Vuk Stefanović Karadžić, soprattutto linguista e Dositej Obradović. E ancora Branko Radičević, il maggior poeta romantico serbo.
Nel XX secolo una certa notorietà internazionale si afferma con lo scrittore Danilo Kiš, autore di vari romanzi e poesie.

### Musica
Anche in campo musicale la Serbia ha prodotto importanti personalità: tra le cantanti serbe più apprezzate vi sono Toma Zdravković, Danica Krstic, Marija Šerifović, autrice del singolo Molitva, che ha vinto l'Eurovision Song Contest 2007 e tra i cantanti serbi si sono distinti Šaban Šaulić, Željko Joksimović e il cantautore Đorđe Balašević.

### Arte
La Serbia continua ancora oggi a coltivare e conservare la tradizione culturale e artistica, specialmente quella bizantina.

### Patrimoni dell'umanità
Alcuni siti della Serbia sono stati iscritti nella Lista dei patrimoni dell'umanità dell'UNESCO.

### Cinema
In campo cinematografico spiccano le figure dei registi Emir Kusturica, bosniaco, ma naturalizzato serbo, Goran Paskaljević e di Zoran Đorđević; tra le attrici Beba Loncar.
Tra i film premiati vi sono La polveriera (1998), di Goran Paskaljević, Premio FIPRESCI agli European Film Awards 1998.
Inoltre, nel 2007, un film di Srdan Golubović dal titolo Klopka - La trappola è entrato nella Short-list dei nove candidati per l'Oscar al miglior film straniero.

### Scienza

#### Fisica

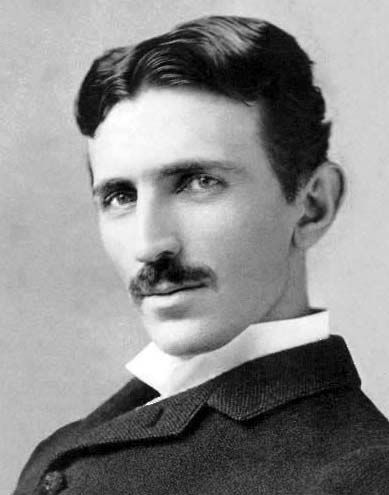
Nikola Tesla.

Uno dei più grandi scienziati nel campo dell'elettromagnetismo, tra il XIX e il XX secolo, fu Nikola Tesla, naturalizzato statunitense. Il suo lavoro teorico e i suoi brevetti costituiscono la base del sistema elettrico a corrente alternata, in particolare la distribuzione elettrica polifase e i moderni motori elettrici a corrente alternata.

## Gastronomia
La cucina serba è eterogenea, con influenze mediterranee, turche e dell'Impero austro-ungarico.

## Sport

### Tennis

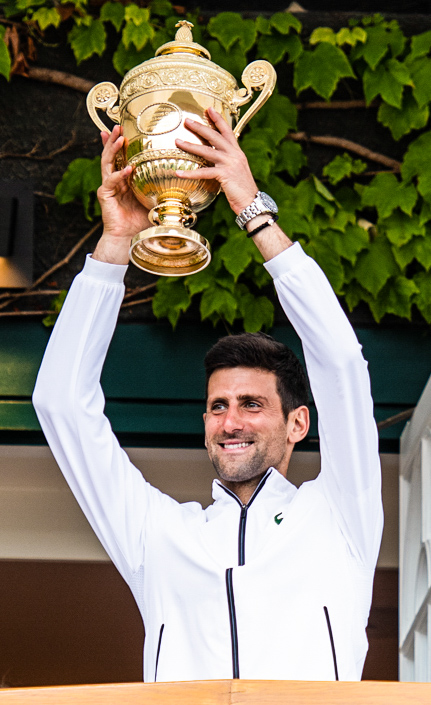
Novak Đoković.

In campo sportivo la Serbia, nell'ambito internazionale, ha raggiunto in varie discipline risultati di alto prestigio: nel tennis Novak Đoković è tra i più grandi tennisti di sempre, ma spiccano anche Janko Tipsarević e Viktor Troicki, oltre alle tenniste Ana Ivanović e Jelena Janković, entrambe arrivate al numero uno della classifica mondiale.

### Pallavolo
La Nazionale di pallavolo femminile della Serbia ha ottenuto il titolo mondiale nel 2018 battendo l'Italia.

### Calcio
La Serbia è una nazione dalla grande tradizione calcistica. La nazionale serba è considerata dalla UEFA l'erede ufficiale della nazionale jugoslava.
Le squadre di calcio più popolari sono il FK Crvena Zvezda, nota in italiano come Stella Rossa, e il FK Partizan, squadre dal notevole passato.

### Giochi olimpici
La prima medaglia d'oro olimpica per la Serbia (dall'indipendenza), fu vinta da Milica Mandić, nel taekwondo, ai Giochi olimpici di Londra 2012.
Prima medaglia olimpica per la Serbia fu vinta nel nuoto, nei 100 m farfalla, da Milorad Čavić, medaglia di argento a Pechino 2008.

## Festività e ricorrenze nazionali
| Data                                            | Nome                         | Significato                                         |
| ----------------------------------------------- | ---------------------------- | --------------------------------------------------- |
| 27 gennaio (14 gennaio del calendario giuliano) | Giorno di San Sava di Serbia | Festa per il patrono di Serbia                      |
| 15 febbraio                                     | Festa nazionale della Serbia | prima rivolta serba (1804) contro l'Impero ottomano |

La Festa nazionale della Serbia ricorre il 15 febbraio, giorno in cui ebbe inizio la prima rivolta serba contro l'Impero ottomano nel 1804 e lo stesso in cui, trentun anni dopo (il 15 febbraio 1835) entrò in vigore la prima costituzione serba, detta anche Costituzione di Sretenje.

## Galleria d'immagini

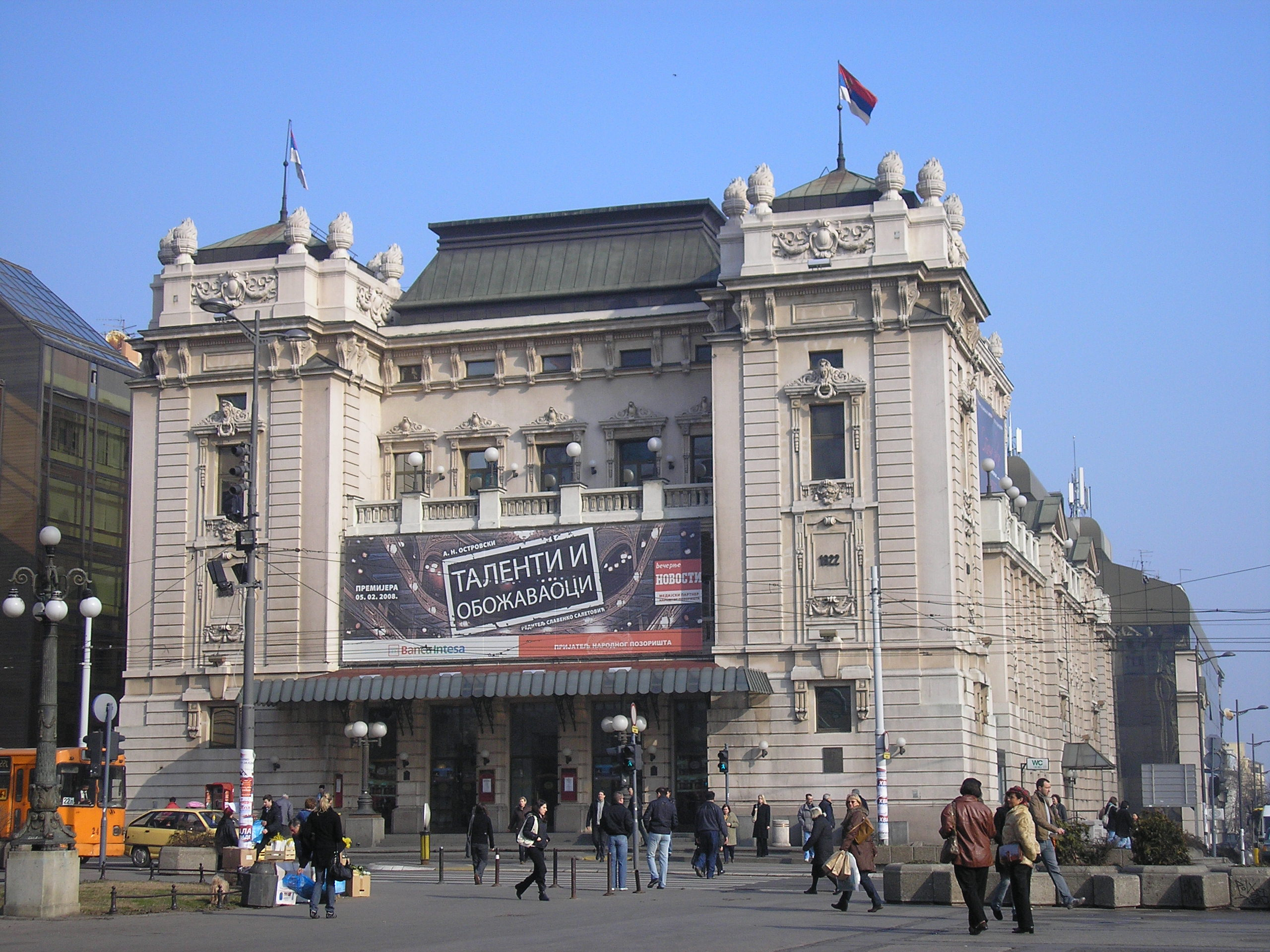
Teatro nazionale di Belgrado
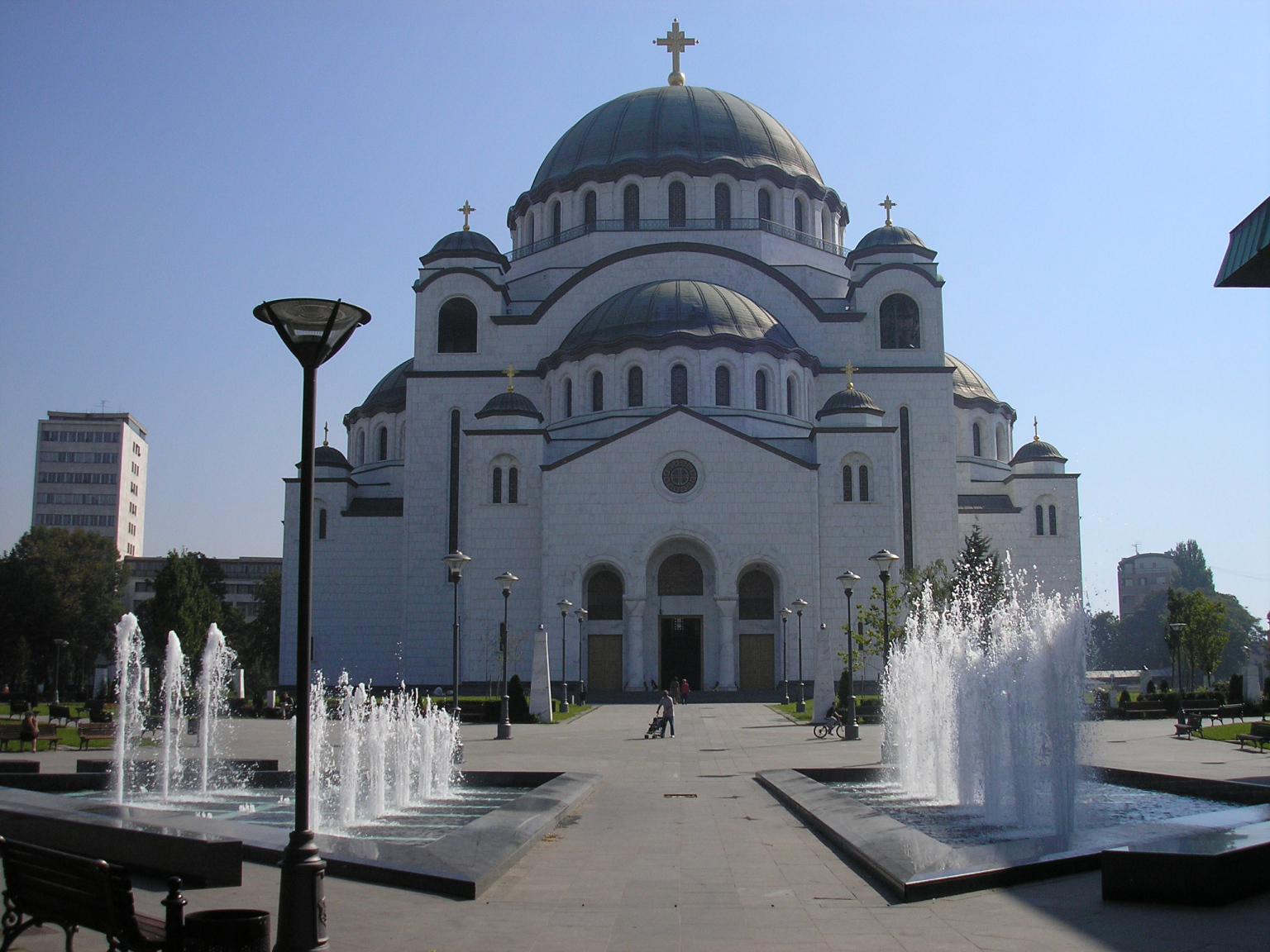
Tempio di San Sava, Belgrado
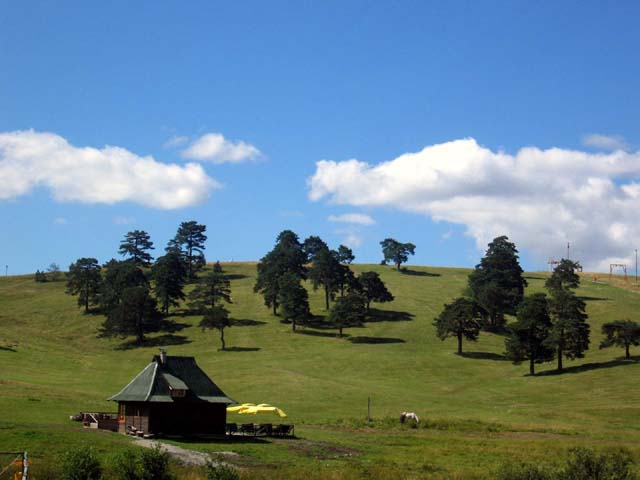
Paesaggio della regione di Zlatibor
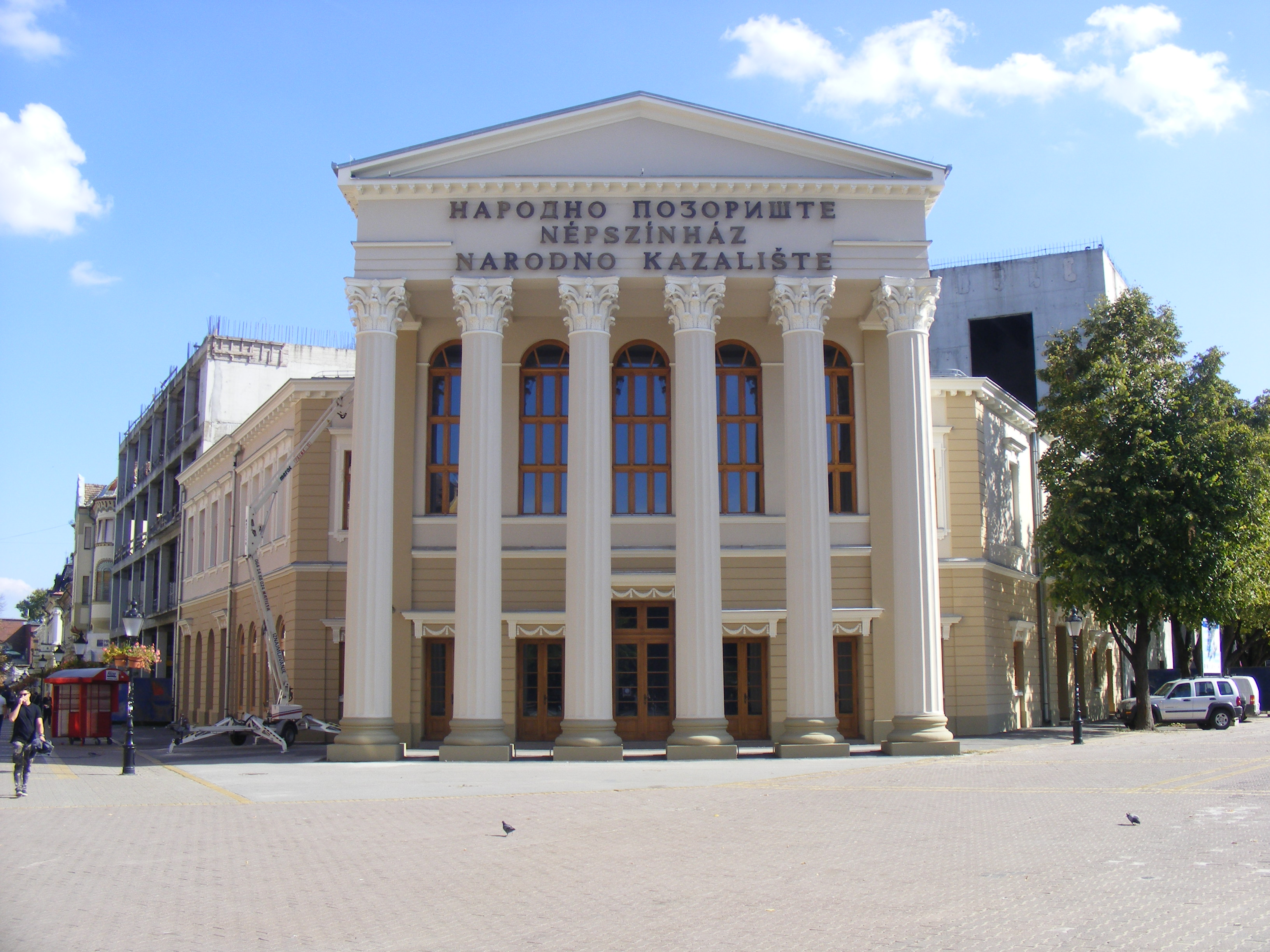
Teatro della città di Subotica
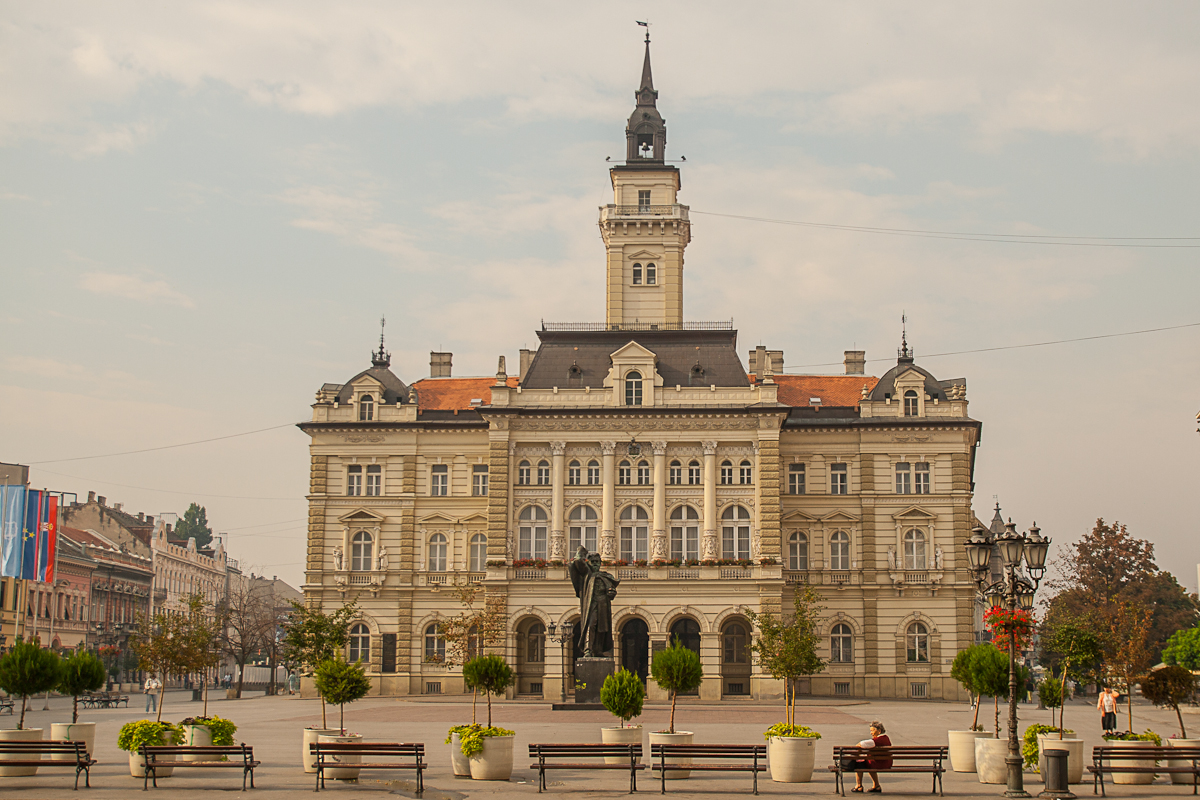
Novi Sad, centro cittadino
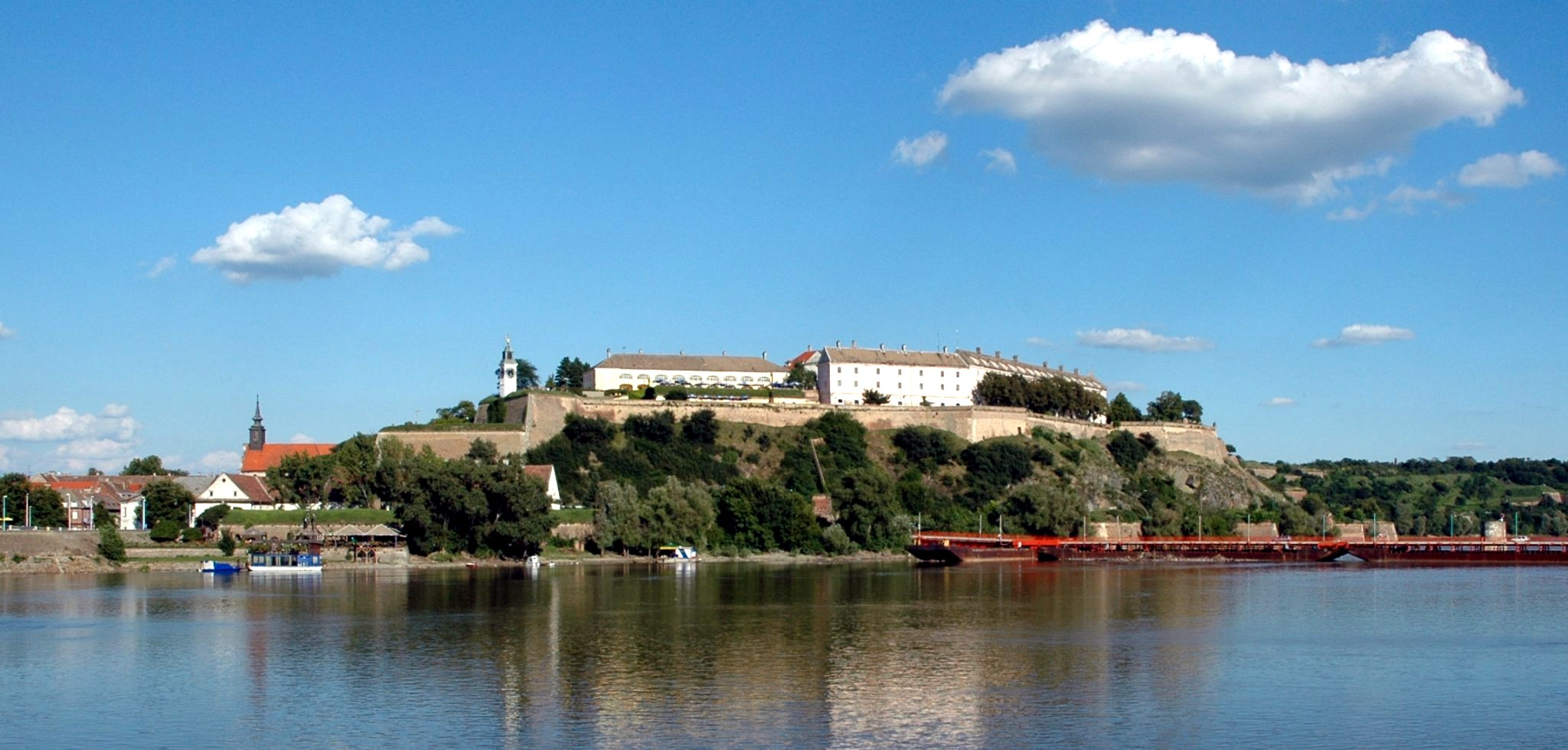
La cittadella di Petrovaradin, Novi Sad
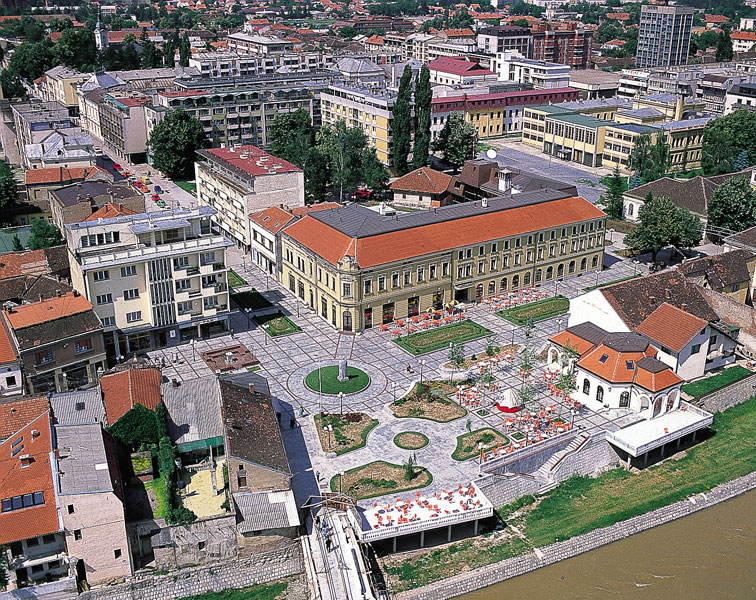
Centro della città di Valjevo
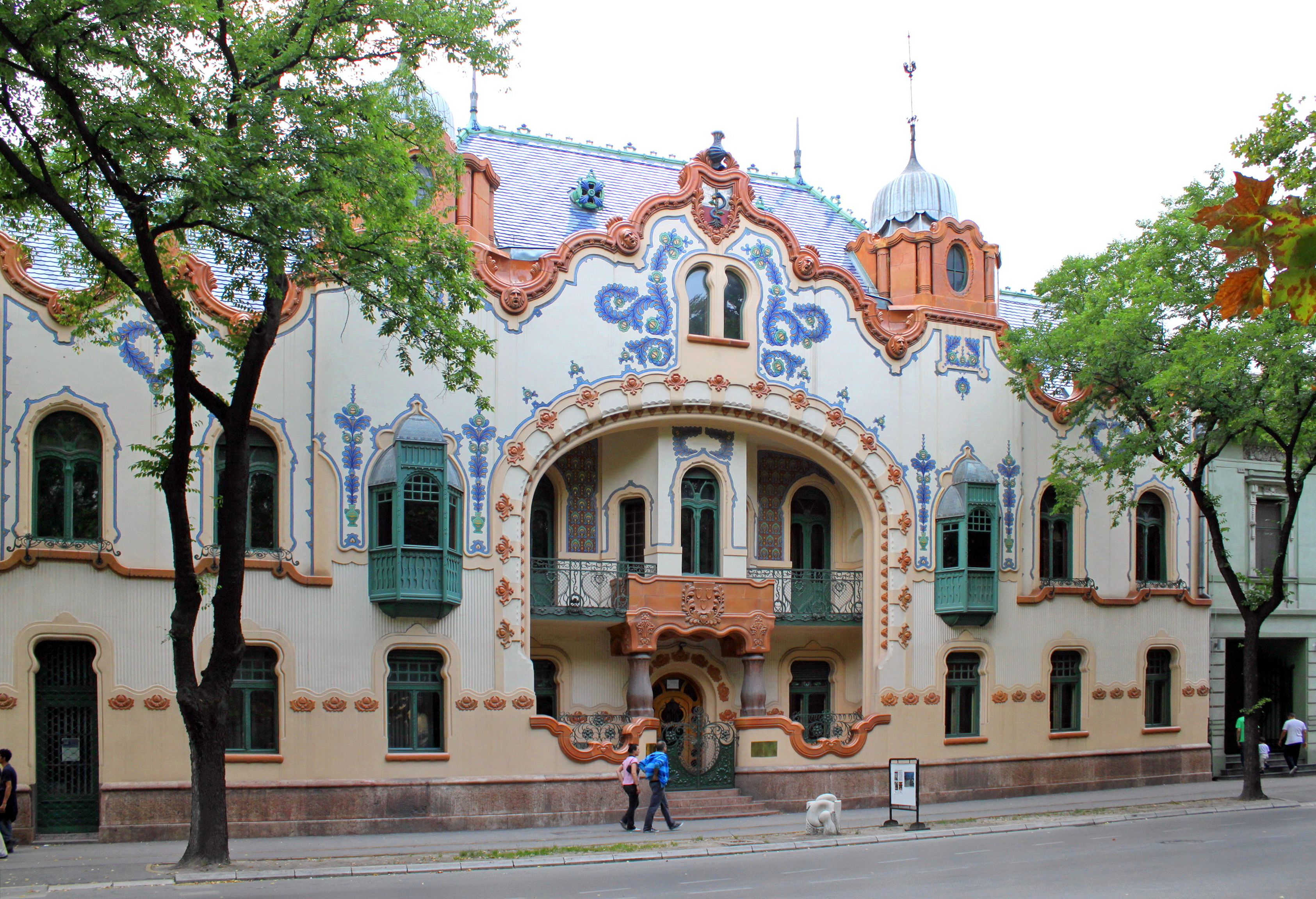
Centro di Subotica
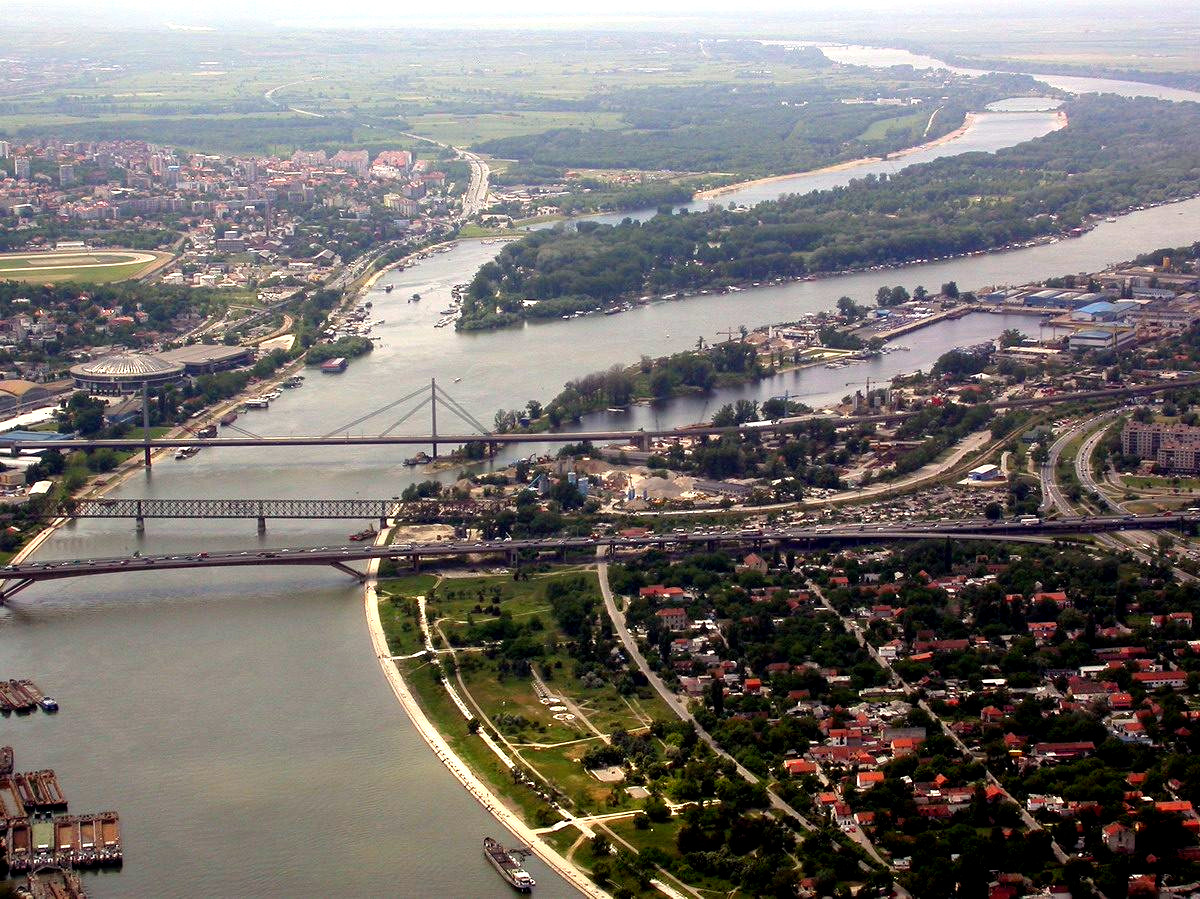
Belgrado, vista dall'alto
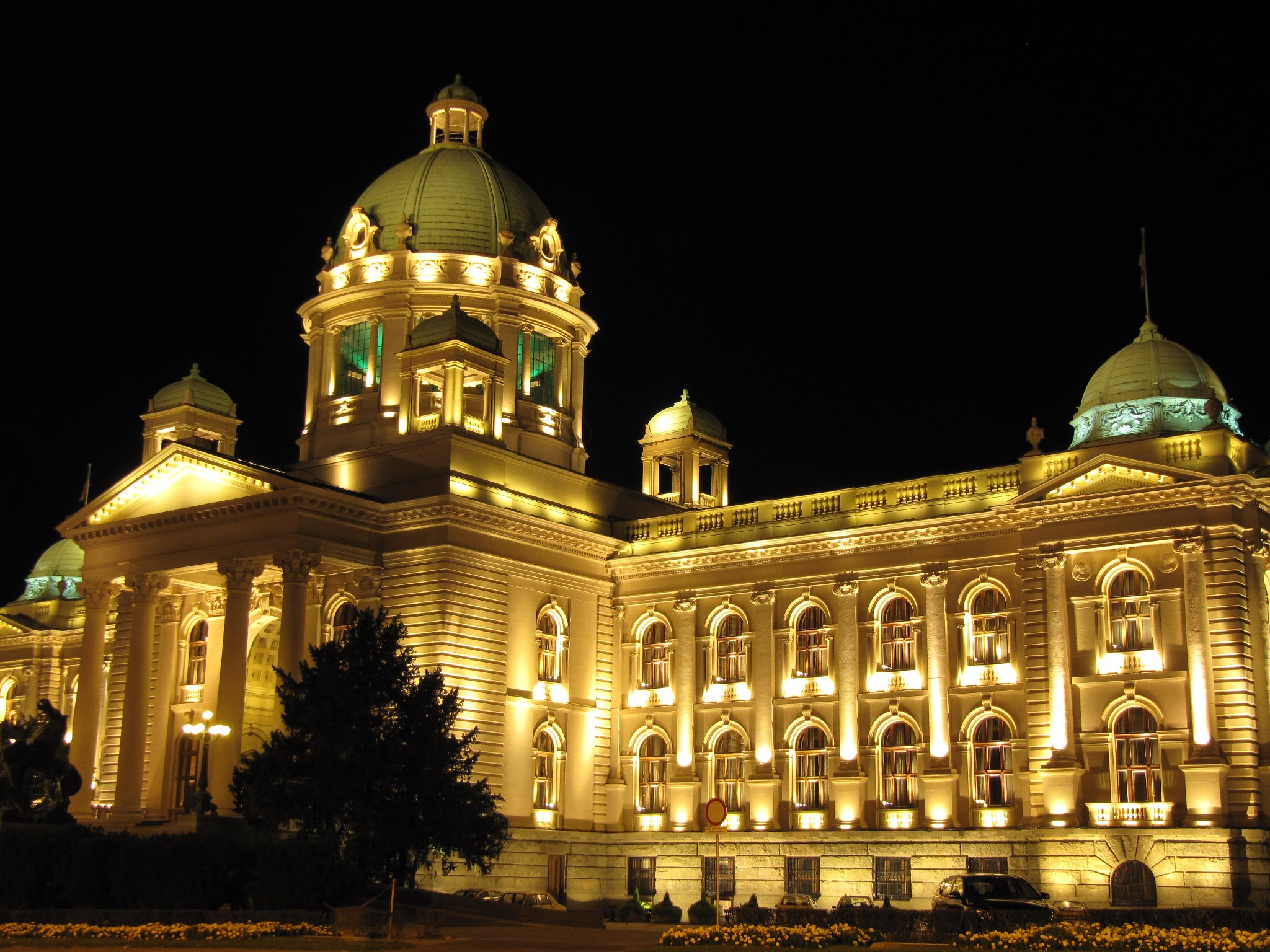
Belgrado, l'Assemblea Nazionale della Repubblica di Serbia
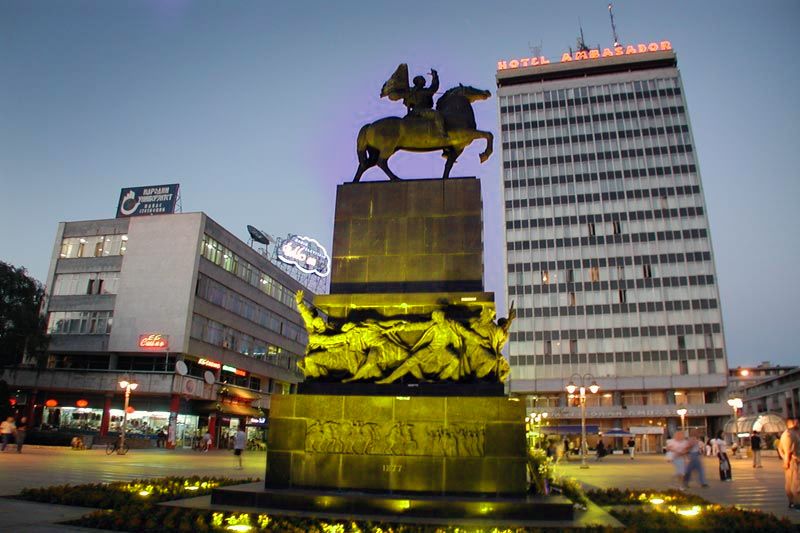
La città di Niš, la sera
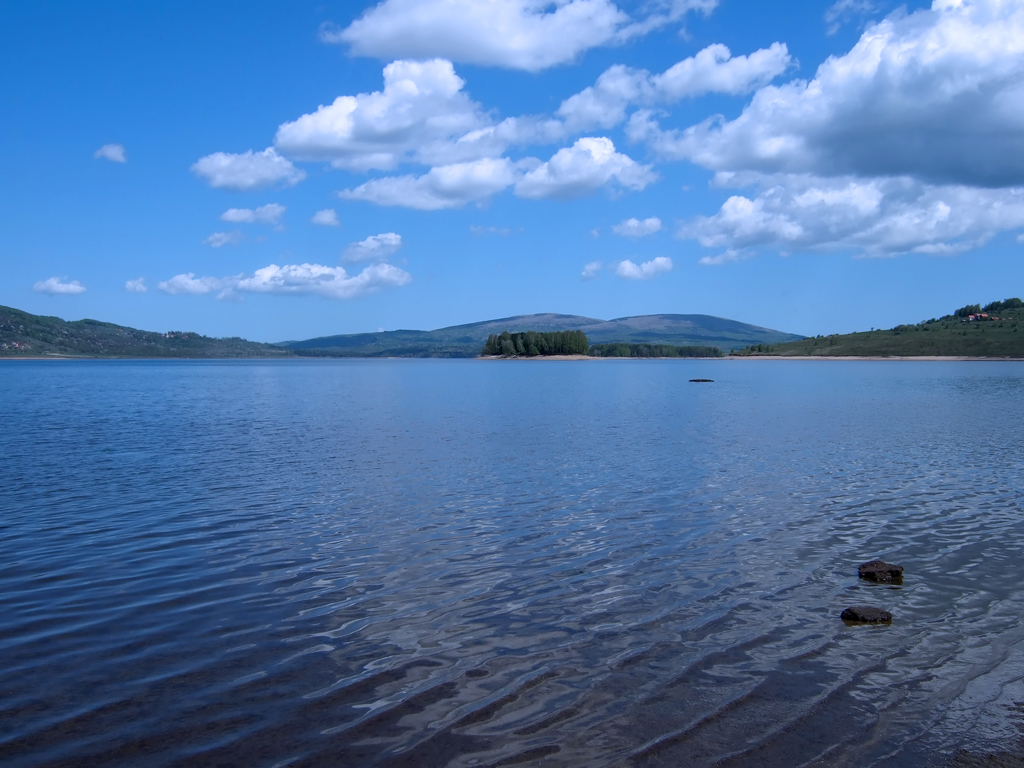
Laghi di Vlasina
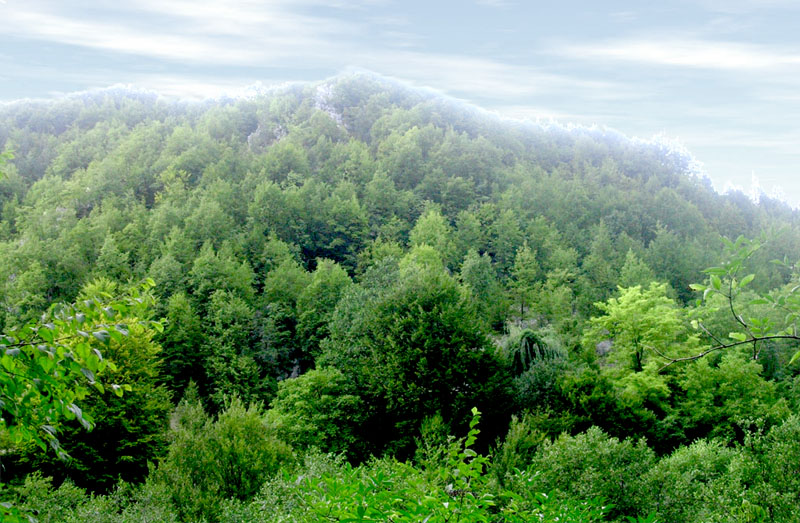
Parco nazionale di Tara
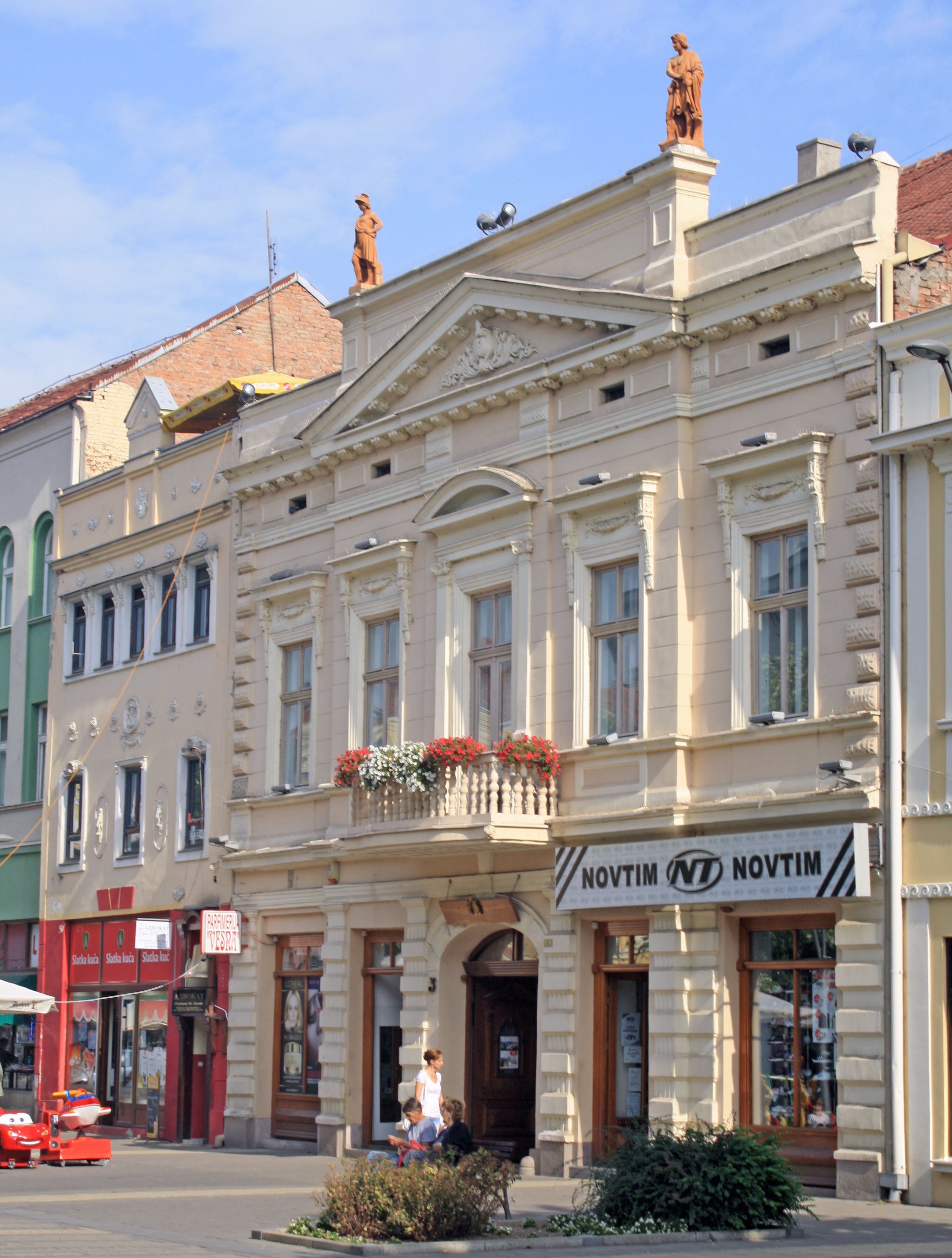
Città di Šabac
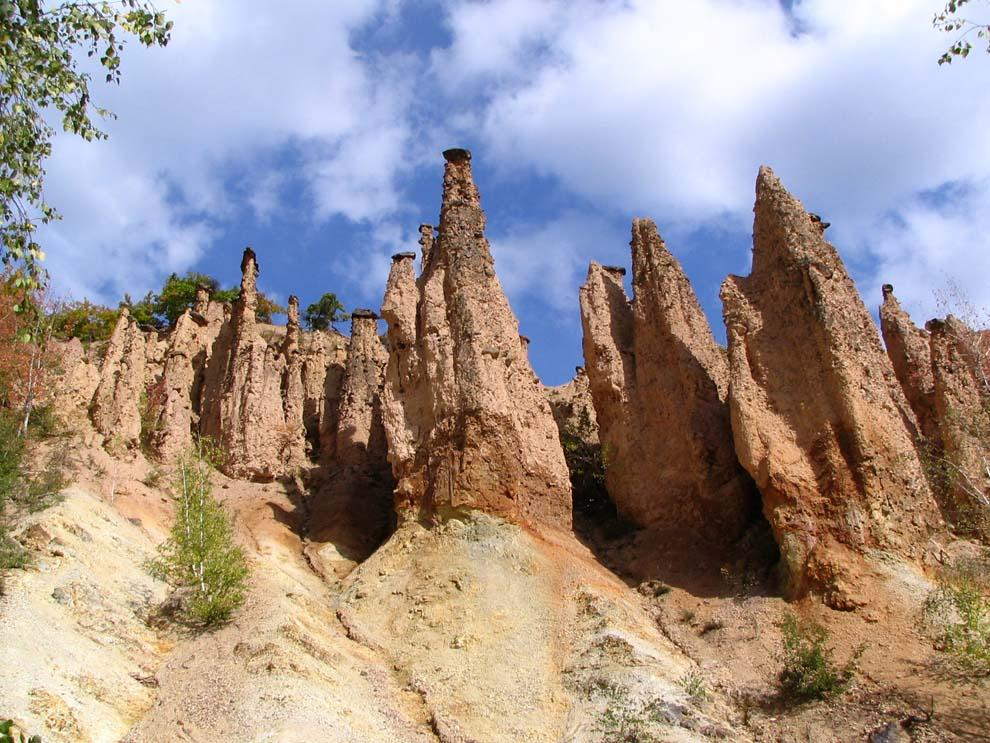
Sito turistico della Djavolja Varoš
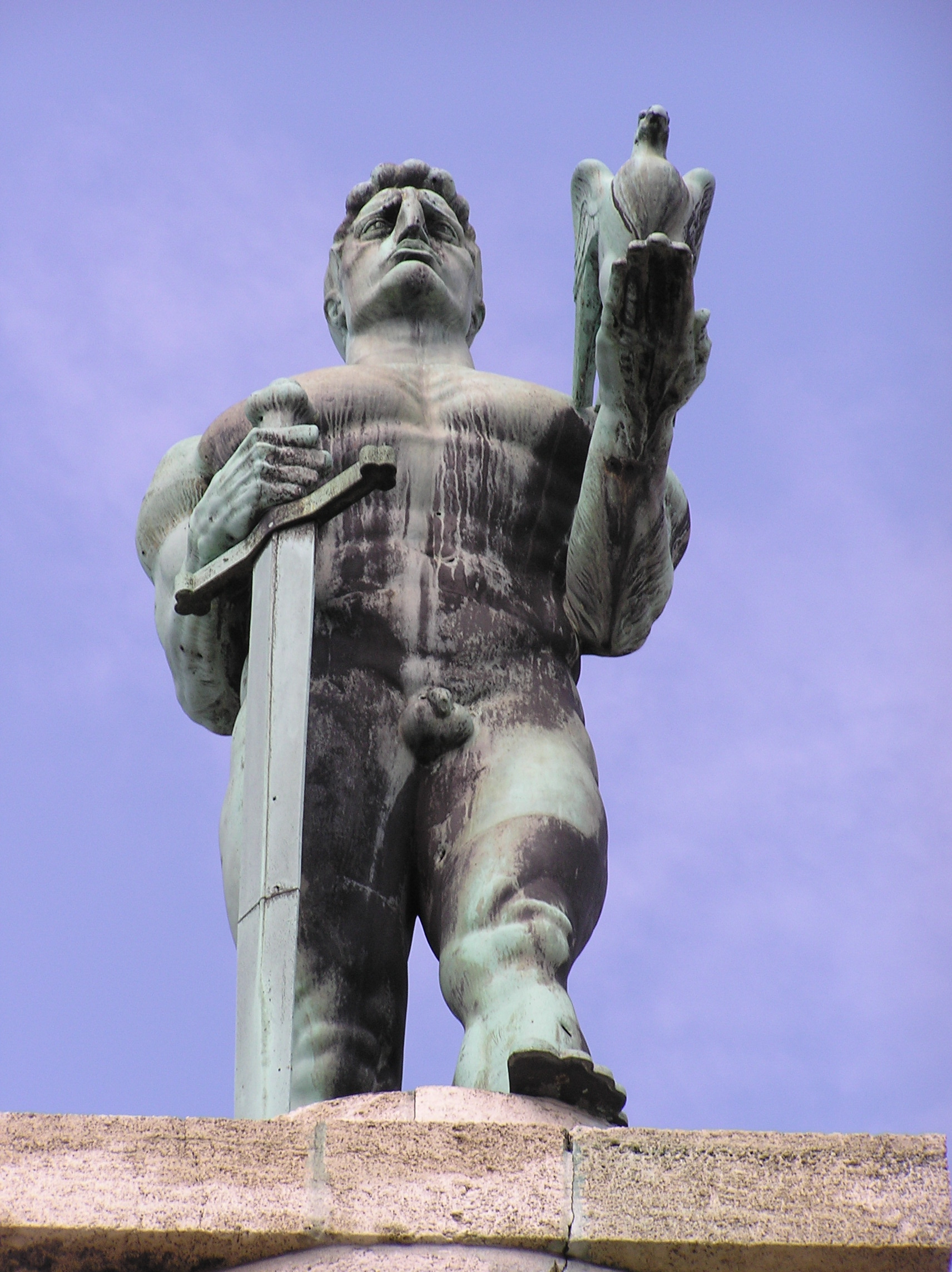
Monumento al vincitore, Kalemegdan, Belgrado

### Libri
- Aleksandar Zograf, Lettere dalla Serbia. Un fumettista sotto le bombe, Bologna, Punto Zero, 1999 ISBN 88-86945-19-1
- Rebecca West, La vecchia Serbia. Viaggio in Iugoslavia, Torino, EDT, 2000 ISBN 88-7063-452-3
- Giulio Manfredi, Telekom Serbia: presidente Ciampi, nulla da dichiarare?, Roma - Viterbo, Stampa Alternativa - Nuovi equilibri, 2003 ISBN 88-7226-788-9
- Antonio Acone, Serbia, l'orgoglio di un popolo, Roma, Gruppo Albatros il Filo, 2010 ISBN 978-88-567-2765-4
- Edgar Hösch, Storia dei Balcani, Bologna, Il Mulino, 2006 ISBN 88-15-10964-1
- Jože Pirjevec, Serbi, Croati, Sloveni, Bologna, Il Mulino, 2010 ISBN 978-88-15-08824-6
- Konstantin Josef Jireček, Istorija Srba, preveo Jovan Radonić, prva knjiga: Politicka Istorija (Storia dei Serbi, tradotto da Jovan Radonić, volume primo: Storia Politica), Belgrado, Avadar, 2006
- Vladimir Dulović, Serbia a portata di mano, Belgrado, Komshe, 2005

### Articoli e Saggi
- Stevo Ostojic, Grande Serbia e Grande Croazia: progetti a confronto, in «Limes. Rivista italiana di geopolitica», 2 (1994), n. 1
- Dusan T. Batakovic, Progetti serbi di spartizione, in «Limes. Rivista italiana di geopolitica», 6 (1998), n. 3